# Hiddensee
Hiddensee ist eine deutsche Insel in der Ostsee. Sie liegt unmittelbar westlich vor Rügen. Das Gebiet der Insel bildet zusammen mit einigen unbewohnten angrenzenden Inseln die Gemeinde Insel Hiddensee und gehört zum Landkreis Vorpommern-Rügen in Mecklenburg-Vorpommern.

## Name

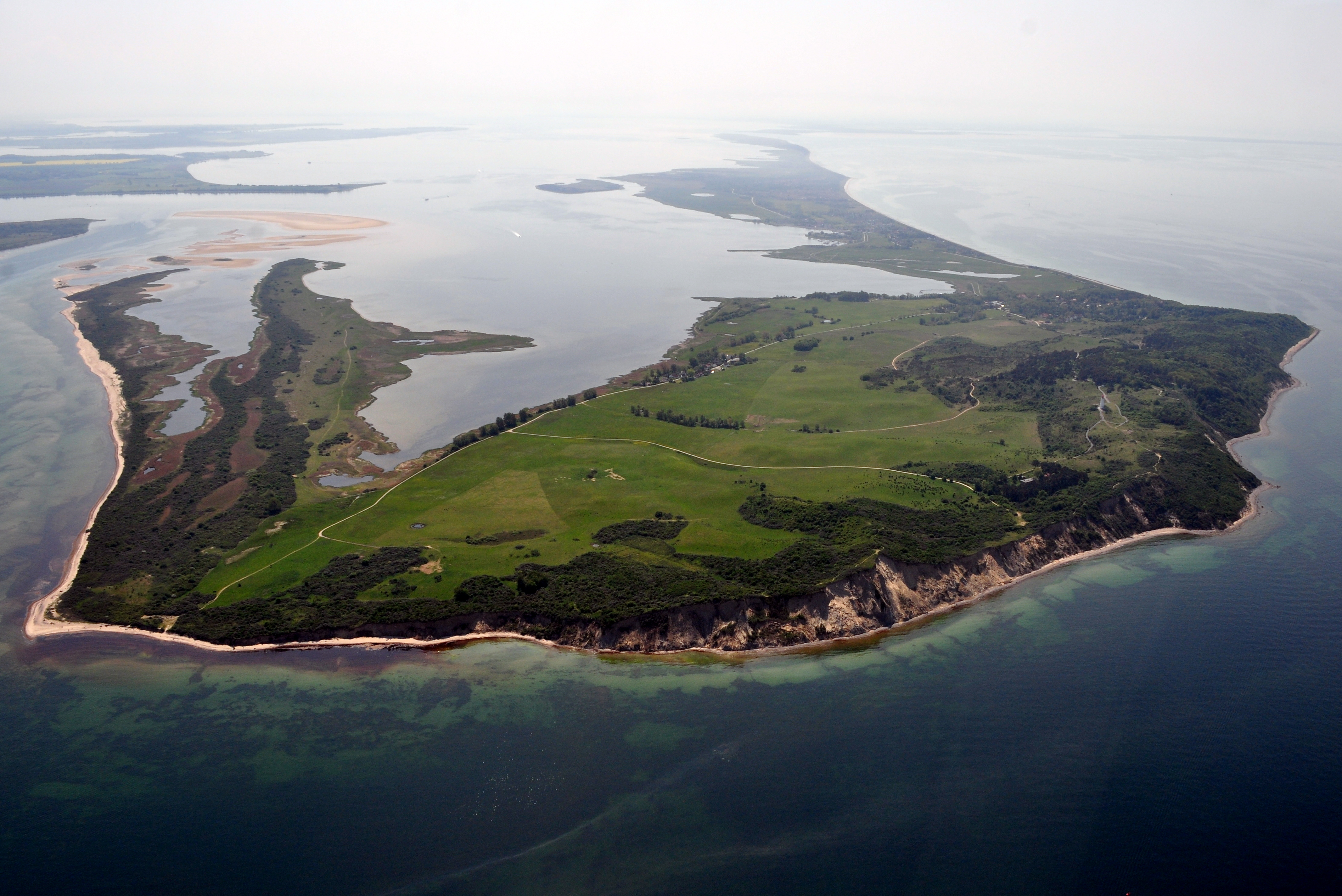
Luftbild der Steilküste am Leuchtturm Dornbusch, Nordhaken der Insel Hiddensee (2011)

Der Inselname stammt aus dem Altnordischen und taucht als „Heðinsey“ in der Prosa-Edda auf und als „Hithinsö“ in den Gesta Danorum des Saxo Grammaticus. Beides bedeutet so viel wie „Insel des Hedin“ oder „Hedinsinsel“. Der legendäre Norwegerkönig Hedin soll demzufolge hier um eine Frau oder auch nur um Gold gekämpft haben. Ferner tauchen die Benennung Hedinsö in der Knytlingasaga, Hyddensee im 13. Jahrhundert und Hiddensee ab dem 16. Jahrhundert auf; in einem Zeitungsbeitrag der Stralsundischen Zeitung von 1785 ist ebenfalls von Hiddensee die Rede.

„Auch das annähernd genaue Entstehungsdatum der Inselbezeichnung wird sich vermutlich niemals feststellen lassen. Nur soviel ist gewiß: mit Hiddensee haben wir einen der ältesten Namen unseres Raumes, ein Sprachdenkmal besonderer Art, vor uns“

Unter dänischer Herrschaft war offiziell „Hedins-Oe“ gebräuchlich. Bis 1880 hieß die Insel auch in deutschen Karten noch „Hiddensjö“, 1929 in deutschen Reiseführern noch „Hiddensöe“.

## Geografie

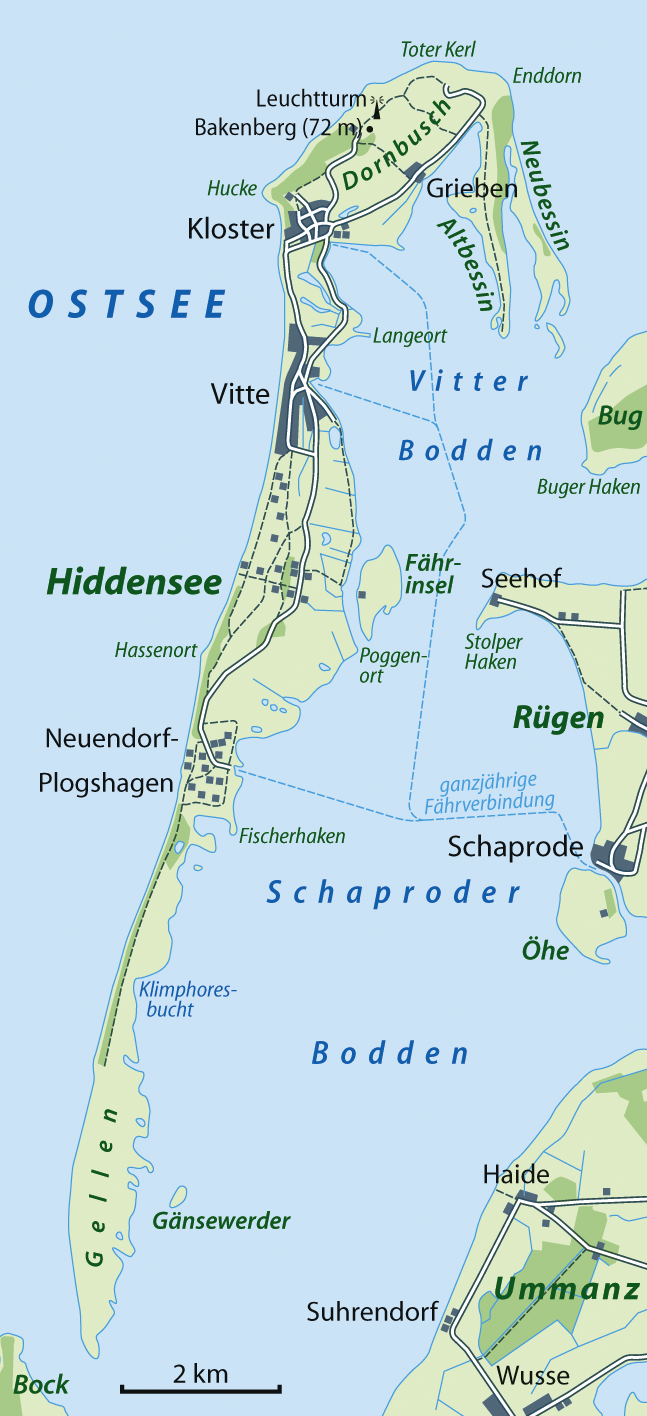
Übersichtskarte von Hiddensee

### Physische Geografie
Hiddensee, der Insel Rügen westlich vorgelagert, ist innerhalb des Nationalparks Vorpommersche Boddenlandschaft die größte Insel. Ihre Hauptachse liegt in Nord-Süd-Richtung. Sie ist etwa 16,8 Kilometer lang, an der schmalsten Stelle etwa 250 Meter und an der breitesten etwa 3,7 Kilometer breit. Die Insel unterteilt sich in einen hügeligen, über 70 Meter hohen Nordteil (Dornbusch, höchster Punkt ist der Bakenberg mit 72,7 m ü. NHN), eine Dünen- und Heidelandschaft im zentralen Abschnitt (Dünenheide) und einen flachen, nur wenige Meter hohen Südteil, den Gellen. Im Nordosten befinden sich die beiden drei Kilometer langen Sandhaken Altbessin und Neubessin. Begrenzt wird die Insel durch den Schaproder Bodden und Vitter Bodden im Osten, den Gellenstrom (die Fahrrinne nach Stralsund) im Süden und die offene Ostsee nach Westen und Norden.

### Siedlungen
Auf der Insel liegen folgende Orte: Kloster, Vitte, Neuendorf, Grieben, Plogshagen.

#### Grieben
Grieben ist der nördlichste Ort auf der Insel. Sein Name ist vom slawischen Wort für Pilz abgeleitet. Grieben war eine der beiden Siedlungen auf der Insel, die bereits zu slawischer Zeit vor der Ankunft der deutschen Mönche im 13. Jahrhundert existierten. Im 14. Jahrhundert sind für Grieben acht Katen dokumentiert. Die Zahl der Häuser hat sich seitdem kaum verändert.

#### Kloster

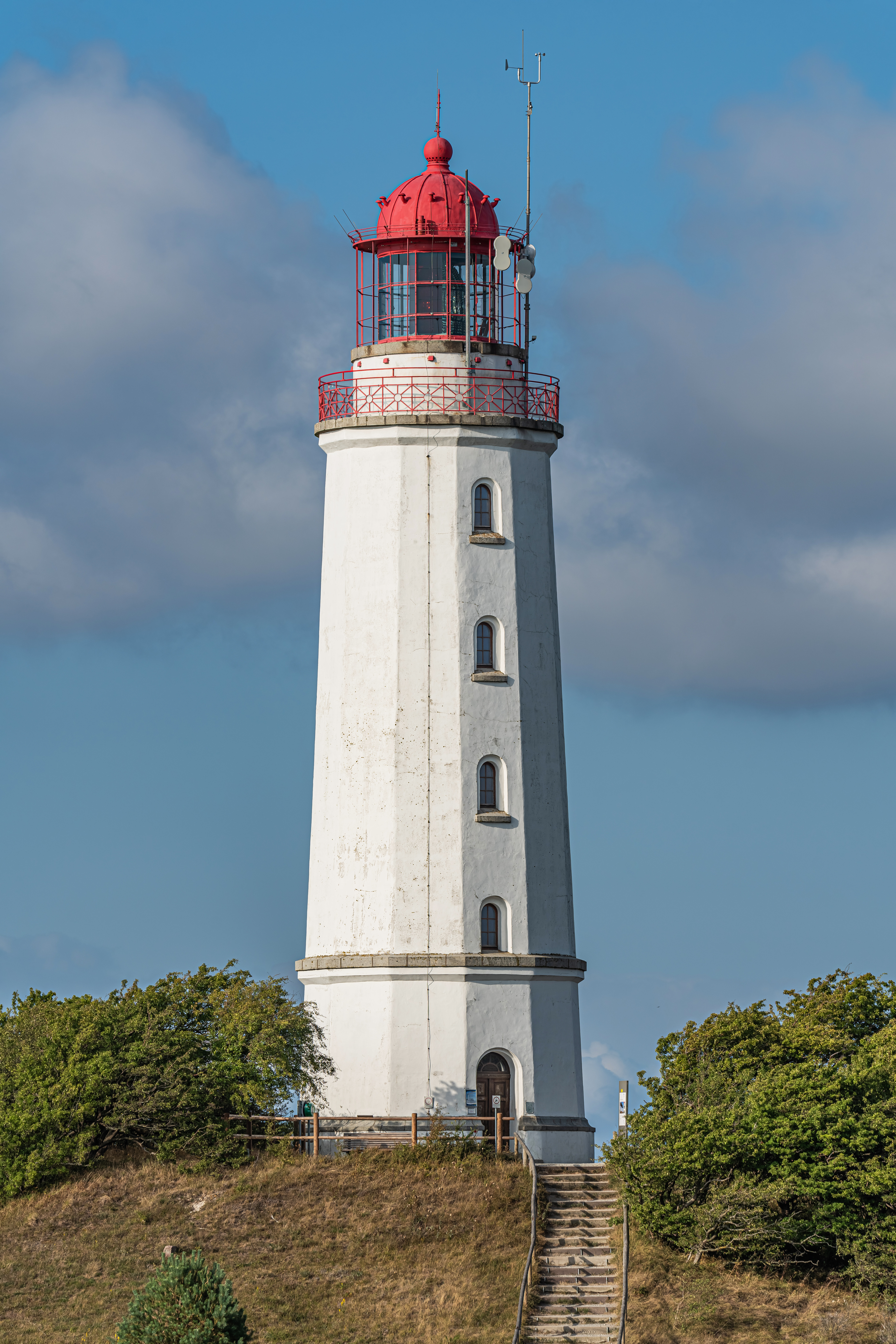
Leuchtturm auf dem Dornbusch

Der Ort entstand um das Ende des 13. Jahrhunderts gegründete Kloster Hiddensee. Ende des 19. Jahrhunderts gab es nur eine Kirche, ein Gutshaus, ein Pfarr- und Schulhaus sowie zwei Arbeiterhäuser. Erst danach wuchs der Ort schrittweise zu seiner heutigen Größe. Im Ort oder am Rand siedelten sich eine Reihe von Künstlern, Schriftstellern oder auch Wissenschaftlern an; bekannt ist Kloster als Wohnort von Gerhart Hauptmann geworden, der auf dem dortigen Inselfriedhof begraben wurde.

#### Vitte
Vitte wurde erst 1513 urkundlich erwähnt. Der Name stammt aus dem Niederdeutschen und bedeutet Niederlassung von Heringsfischern. Vitte entwickelte sich auf Grund seiner zentralen Lage auf der schmalen Insel bald zum größten Ort der Insel.

#### Glambeck (Wüstung)
Neben Grieben war Glambeck eine der beiden zu slawischer Zeit existierenden Siedlungen der Insel, der Name bedeutet tiefer Ort. Bereits vor 1700 wurde der Ort zur Wüstung. Im 21. Jahrhundert erinnert ein Flurname einen Kilometer nördlich von Neuendorf an den ehemaligen Ort.

#### Neuendorf

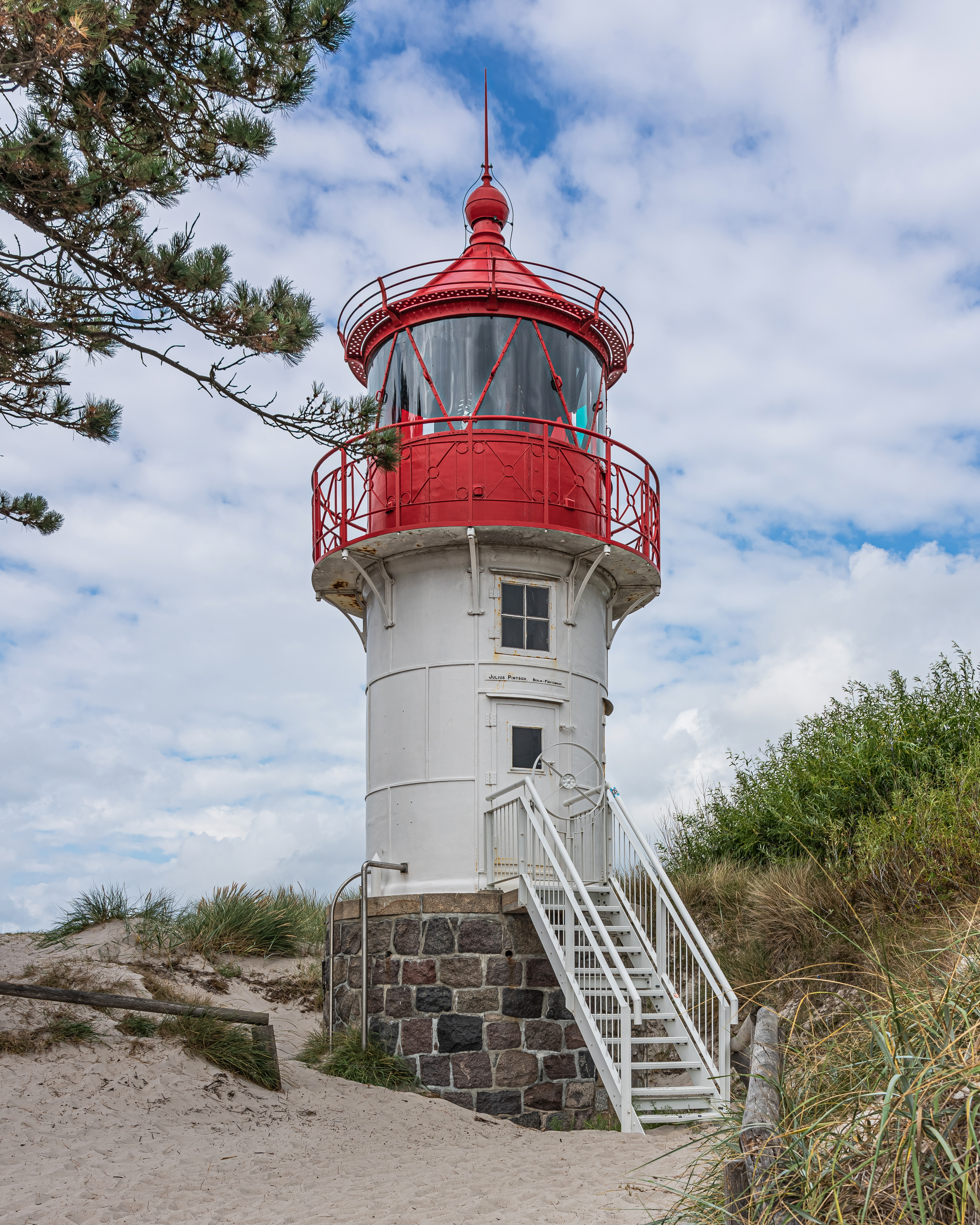
Leuchtfeuer Gellen-Hiddensee

Der Ort entstand um das Jahr 1700, vermutlich als Ersatz für das aufgegebene Dorf Glambeck. Hier hat sich der Charakter des alten Fischerdorfes am stärksten auf der Insel erhalten. Seine Bebauungsstruktur mit Häusern auf gemeinschaftlich genutztem Wiesengelände ohne angelegte Wege gilt als einmalig, der Ort steht als Ganzes unter Denkmalschutz.

#### Plogshagen
Plogshagen ist eine Gründung aus Zeiten der Kolonisation durch deutsche Siedler nach der Klostergründung. Der Name soll vom Personennamen Plog abgeleitet sein. Heute ist Plogshagen weitgehend mit Neuendorf zusammengewachsen.

## Geologie

### Überblick

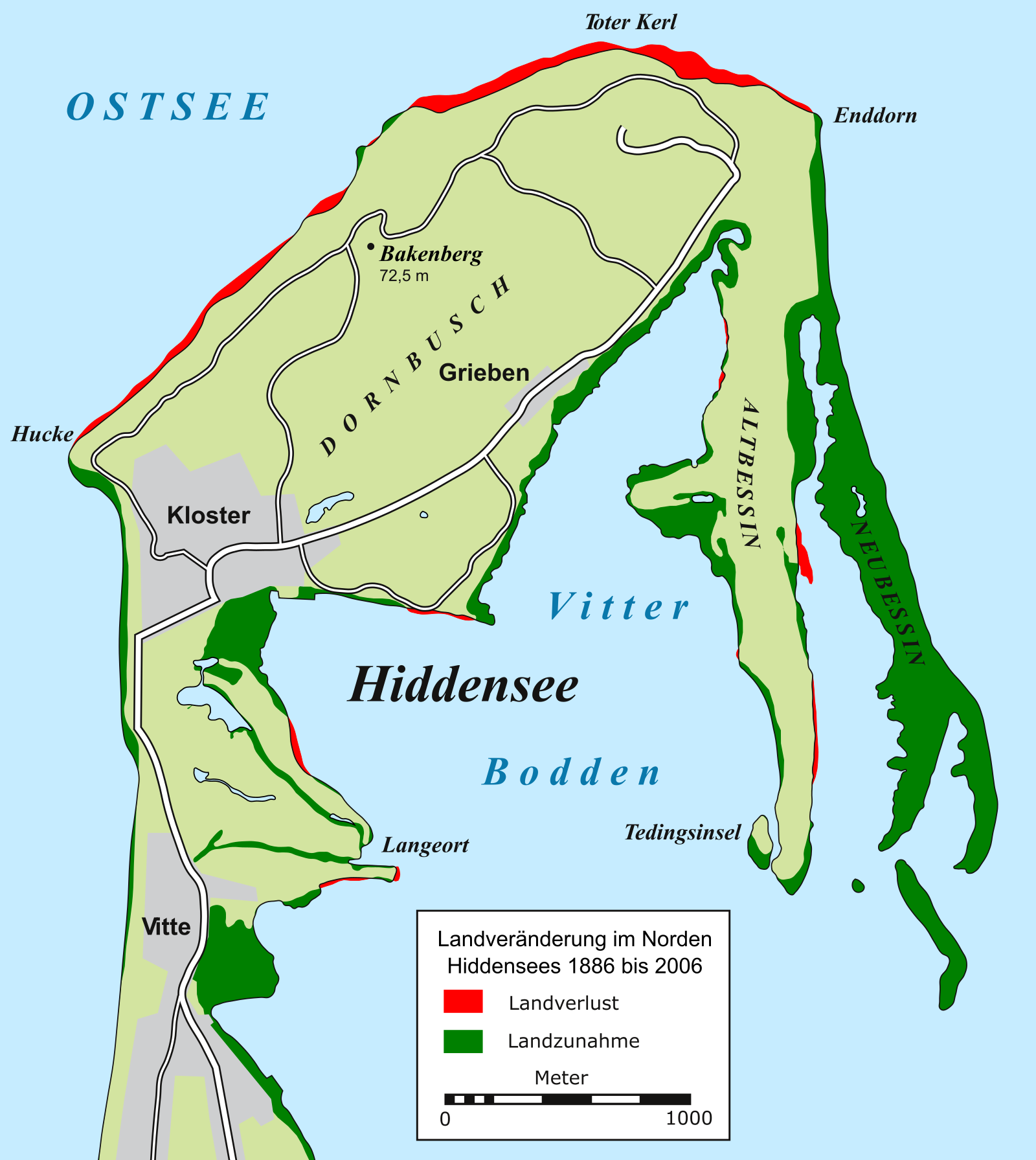
Landveränderungen von 1886 bis 2000

Die Insel Hiddensee ist geologisch gesehen eine sehr junge Landschaft und entstand während der letzten Eiszeit vor etwa 12.000 Jahren. Diese hinterließ hier eine Jungmoränenlandschaft. Durch das abtauende Inlandeis hob sich das darunter liegende Land und die Senken füllten sich mit Wasser, der Vorgänger der späteren Ostsee, der Ancylussee entstand. So blieben nur noch die herausragenden Höhenrücken wie der Dornbusch als Inseln bestehen. Die Großformen der Küsten im südlichen Bereich der Ostsee formten sich durch die Littorina-Transgression vor etwa 7000 bis 2500 Jahren. Vor zirka 5000 Jahren erreichte der Meeresspiegel sein heutiges Niveau und der Dornbusch und zwei weitere Inselkerne wurden zu Inseln. Vor 4500 Jahren begann sich der Salzwasserzustrom aus der Nordsee stark zu verringern. Die Ostsee süßt seitdem langsam aus. Durch die Küstenerosion (Landabtragung, Verdriftung und Ablagerung) erlangten die damaligen Inseln im Laufe der Zeit ihre heutige Gestalt. So wurden die ehemaligen drei Inselkerne durch Anschwemmungen miteinander verbunden. Dieser Prozess trägt im Norden am Dornbusch immer noch Sand ab. Im Jahr 2000 brachen an der Nordspitze Hiddensees im Bereich des Toten Kerls zweimal 60.000 m³ Geschiebemergel ab und rutschten ins Meer. Im Durchschnitt verliert die Kliffkante des Dornbusch etwa 30 cm jährlich. Mitte März 2004 rutschten nochmals rund 10.000 m³ ins Meer.
Geologisch gesehen ist Hiddensee ein sich in stetem Wandel befindendes Gebiet. Die an der Nordspitze abgetragenen Landmassen werden an der Südspitze und an der Ostseite zum Schaproder Bodden hin wieder angespült. So entstanden an der Südspitze der Insel der Gellen und an der östlichen Seite der Nordspitze die beiden geologisch sehr jungen Sandhaken (Landzungen) Altbessin und Neubessin. Altbessin begann sich vor etwa 300 bis 400 Jahren herauszubilden und war schon Mitte des 19. Jahrhunderts über drei Kilometer lang. Seit damals ist er kaum noch gewachsen. Dagegen wächst der um 1900 entstandene benachbarte Neubessin jährlich um 30 bis 60 Meter und erreicht auch schon eine Länge von drei Kilometern. Inzwischen ist ein dritter Bessin im Entstehen begriffen. Auch die Südspitze wächst als sogenanntes Windwatt weiter in den Bodden.

### Hügel, Schluchten und andere Naturformen
Vom Hochland im Norden bis zum Flachland im Süden gibt es folgende Berge, Schluchten und Formen (in Klammern die Höhe über NN, gerundet):
- Toter Kerl
- Bessin
- Enddorn (5 m)
- Swantiberg (65 m)
- Honiggrund
- Quellmoor Ellersegen [Naturdenkmal]
- Vorlege
- Tiddenufer
- Rabenberg (32 m)
- Bakenberg (73 m); höchste Erhebung
- Signalmasthuk/Fledermaushuk
- Swantewitschlucht
- Tietenufer
- Rennbaumhuk
- Klausnerbrüche
- Klausnerhuk
- Rübenberg (27 m) [Naturdenkmal]
- Hexenberg
- Ziegelort
- Schafort
- Hucke
- Harter Ort
- Möwenort
- Langeort
- Hassenort
- Poggenort
- Fischerhaken
- Klimphoresbucht
- Gellen

## Klima

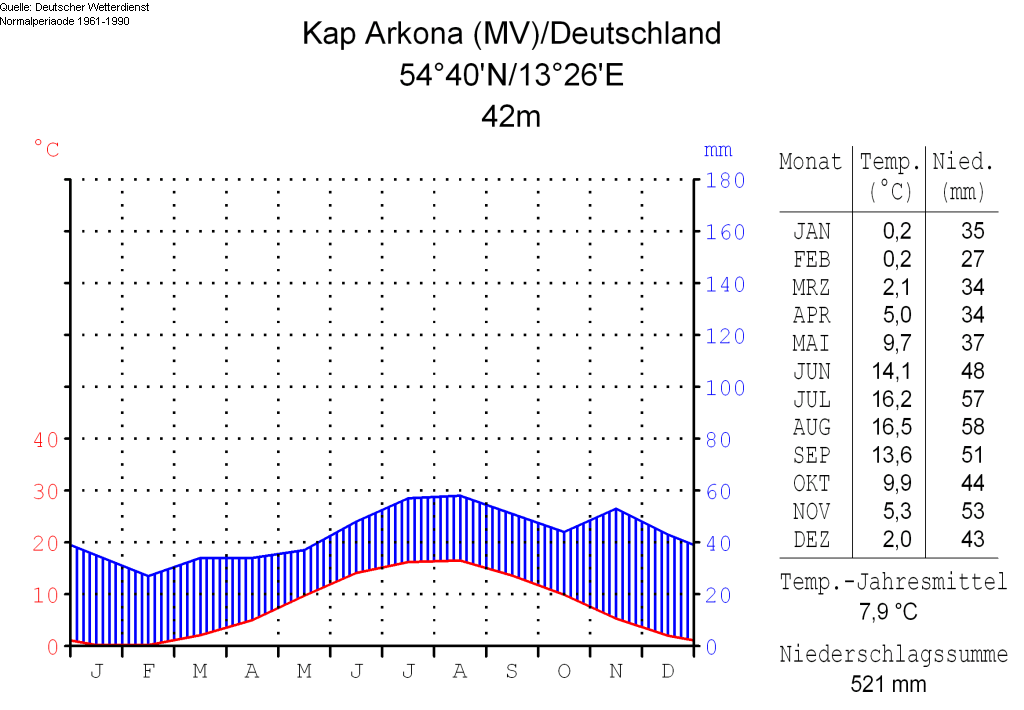
Klimadiagramm von Kap Arkona

Auf Hiddensee herrscht makroklimatisch Ostseeküstenklima mit häufigem Wechsel zwischen maritimen und kontinentalen Einflüssen. Charakteristisch sind dabei häufige, lebhafte und wechselnde Winde und eine lange Sonnenscheindauer. Sie beträgt im Durchschnitt 1850 Stunden pro Jahr. Damit nimmt Hiddensee eine Spitzenstellung in Deutschland ein. Eine Besonderheit ist bei schwachen, ablandigen Windverhältnissen die so genannte transperiodische Windzirkulation, die durch die unterschiedlichen Temperaturen über dem Meer und dem Land entsteht. Dabei setzt ein Seewind am späten Vormittag ein, der am Nachmittag oder Abend wieder nachlässt.
Die langjährige Jahresmitteltemperatur liegt auf der Insel bei 8 °C. Die mittlere Windgeschwindigkeit im Ort Kloster beträgt 7 m/s. Im Vergleich zur nahe gelegenen Insel Rügen ist die jährliche Niederschlagsmenge auf Hiddensee deutlich geringer und liegt bei 540 Millimeter.
Im Jahr 2008 war, wie der Wetterdienst Meteomedia mitteilte, Hiddensee-Dornbusch mit 2168 Sonnenstunden der sonnenreichste Ort in Deutschland. Die Daten wurden durch eine meteomediaeigene Wetterstation (54° 36′ 0″ N, 13° 7′ 12″ O; 69 m ü. NN) gesammelt.
Sturmhochwasser
Immer wieder wurde Hiddensee von Sturmhochwassern heimgesucht. So soll die Insel im Jahr 1304 durch die Allerheiligenflut von der Insel Rügen getrennt worden sein, was aber nicht gesichert nachgewiesen ist. In den Jahren 1864 und 1865 wurde Hiddensee dreimal von Sturmhochwassern zwischen Hohen Dünschen Garn und Peterbergschen Garn, einer sehr flachen und dünnen Stelle, durchbrochen. Das Hochwasser vom 12. zum 13. November 1872 überflutete die Insel bei Plogshagen erneut.
Noch immer droht die Teilung der Insel in einen Süd- und einen Nordteil, welche nur durch umfangreiche Küstenschutzmaßnahmen bisher verhindert werden konnte.

## Flora und Fauna

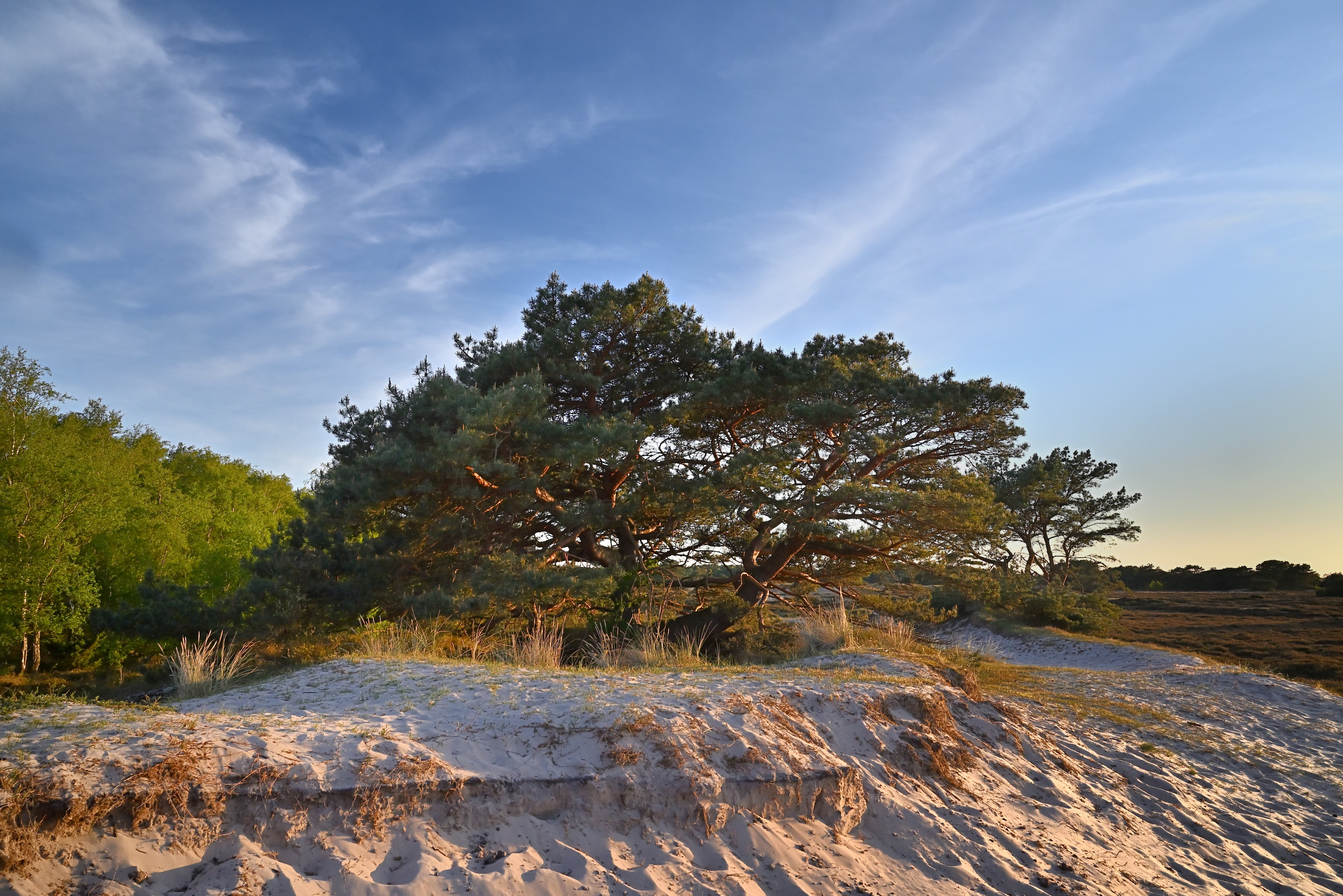
Naturschutzgebiet Dünenheide

Hiddensee ist die größte Insel des Nationalparkes Vorpommersche Boddenlandschaft und vereinigt eine alte Kulturlandschaft mit den Hutungen der ursprünglich vorhandenen Dünenheide. Die großen Neulandbildungen im Nordosten (Alter und Neuer Bessin) und Süden (am Gellen) Hiddensees bieten Lebensraum für zahlreiche wirbellose Tiere, wie Würmer und Muscheln. Diese dienen dann vielen Zugvögeln als Nahrung. So ist die Inselumgebung einer der bedeutendsten Kranichrastplätze Deutschlands. Die Südspitze der Insel sowie der Neue Bessin wurden deshalb der Schutzzone I des Nationalparks Vorpommersche Boddenlandschaft zugeordnet und dürfen nicht betreten werden. Auf der Insel gibt es zwei Naturschutzgebiete, das NSG Dünenheide zwischen Neuendorf und Vitte und das NSG Dornbusch und Schwedenhagener Ufer im Norden. Die Hiddenseer Dünenheide ist die größte, im Zusammenhang erhaltene Küstendünenheide im deutschen Ostseeraum.
1924 wurden am Dornbusch Wildkaninchen ausgesetzt, um die Jagd zu bereichern, was sich als schwerwiegender Fehler herausstellte. Schon nach wenigen Jahren hatten sich die Tiere außerordentlich stark vermehrt und die Wildschäden sind bis heute beträchtlich. 1962 wurden auch Rehe auf der Insel ausgesetzt. Wildschweine kommen regelmäßig von Rügen auf die Insel. Mitte der Siebzigerjahre wurde auch ein Elch gesichtet.
Auf der Insel kommen auch Waldeidechsen, Kreuzottern und Ringelnattern vor.
Die Naturschutzgesellschaft Hiddensee und Boddenlandschaft unterhält in Vitte im Nationalparkhaus eine ständige Ausstellung zur Fauna und Flora.
Von 1936 bis um 2018 arbeitete die Vogelwarte Hiddensee auf der Insel, seitdem ist hier keine Beobachtungsstation mehr vorhanden.

## Einwohnerentwicklung
Die Einwohnerzahl Hiddensees schrumpfte über die letzten Jahre. Lebten 1990 noch geschätzt 1.261 Menschen auf Hiddensee, waren es nach einer Schätzung im Jahr 2001 nur 1.173 und 2011 ergab der Zensus nur noch 995 Einwohner. Seitdem scheint der Wegzug gestoppt zu sein, die Schätzung 2021 ergab 994 Einwohner. Dabei leben mehr Frauen (52,1 %) als Männer auf der Insel. Von den 994 Einwohnern sind 124 unter Achtzehnjährige.

## Geschichte

### Von der Steinzeit bis zum Ende des 17. Jahrhunderts
Die ersten Besiedlungen der Insel erfolgten in der mittleren und jüngeren Steinzeit. Nachdem im 6. Jahrhundert n. Chr. ein Großteil der germanischen Bevölkerung den südlichen Ostseeraum verlassen hatte, nahmen die Ranen (Slawen) die Insel in Besitz. Der Hiddenseer Goldschmuck bezeugt ebenso wie der Name des Eilands, dass sich die Gegend dann im 9./10. Jahrhundert im Einflussbereich der Wikinger befand. 1168 wurden die Ranen von König Waldemar I. von Dänemark durch die Eroberung der Festung Jaromarsburg am Arkona auf Rügen besiegt, christianisiert und unter dänische Lehnsabhängigkeit gebracht. Hiddensee stand damit unter dänischer Oberhoheit. Am 13. April 1296 schenkte der Rügenfürst Wizlaw II. die Insel Hiddensee, „so wie sie vom Salzmeere umflossen“, dem Kloster Neuenkamp. Dort entstand eine Zisterzienserabtei namens Nikolaikamp, benannt nach dem Heiligen Nikolaus als dem Schutzpatron der Seefahrer. Tatsächlich hieß das Kloster während der gesamten Zeit des Bestehens Kloster Hiddensee.
Im Herbst 2008 entdeckten Archäologen bei Grabungen unter der Leitung des Mittelalterarchäologen Felix Biermann auf dem Gelände des ehemaligen Zisterzienserklosters zehn Bestattungen. Neun Gräber fanden sich nördlich der Klosterkirche und eines im Kreuzgang östlich des Westflügels der Klausur. Bettina Jungklaus untersuchte die Skelette der sieben männlichen und zwei weiblichen Erwachsenen sowie eines jungen Mädchens anthropologisch. Ein 20- bis 30-jähriger Mann wies eine verheilte Hiebverletzung am rechten Stirnbein auf. Es gab eine gemeinsame Bestattung eines 50–60 Jahre alten Mannes mit einem 14–15-jährigen Mädchen, bei der der Mann mit seiner rechten Hand den linken Arm der Jugendlichen umfasst hielt. Die Krankheitsbelastung war auffallend niedrig. Am häufigsten konnten Zahnstein und Parodontose festgestellt werden. Karies fand sich nur an einem Gebiss, was für mittelalterliche Bevölkerungen ungewöhnlich wenig war.
Gleichzeitig mit dem Aufbau des Klosters wurden in den Jahren 1302 bis 1306 auf dem Gellen im Süden der Insel die Gellenkirche, ein kleines Leuchtfeuer, Luchte genannt, sowie der erste Hafen gebaut. Die Fundamente dieser Bauwerke befinden sich (heute) westlich des Gellens in der Ostsee.
Im Jahr 1332 erfolgte die Kirchweihe der Inselkirche, bestimmt für die Bauern und Fischer der Insel, im heutigen Ortsteil Kloster außerhalb der Klostermauern. Mit der Überführung des Taufsteines aus der Gellenkirche in die neue Kirche wurden seitdem seelsorgerische Aufgaben von dort ausgeführt. Das um 1781 eingebaute Tonnengewölbe erhielt 1922 durch den Berliner Maler Nikolaus Niemeier eine Ausmalung mit Rosendekor.
Im Verlauf der Reformation wurde das Kloster 1536 aufgelöst. Während des Dreißigjährigen Krieges von 1618 bis 1648 brannten Soldaten auf Anordnung von Wallenstein im Jahr 1628 den Eichenmischwald auf dem Dornbusch nieder, um damit den Dänen die Möglichkeit zur Nutzholzgewinnung zu entziehen. Auch noch im 21. Jahrhundert ist an den Wegrändern in der Nähe des Leuchtturms wenige Zentimeter unter der Grasnarbe die Ascheschicht von damals zu erkennen. In den Jahren von 1648 bis 1815 befand sich Hiddensee wie das gesamte Vorpommern unter schwedischer Verwaltung.

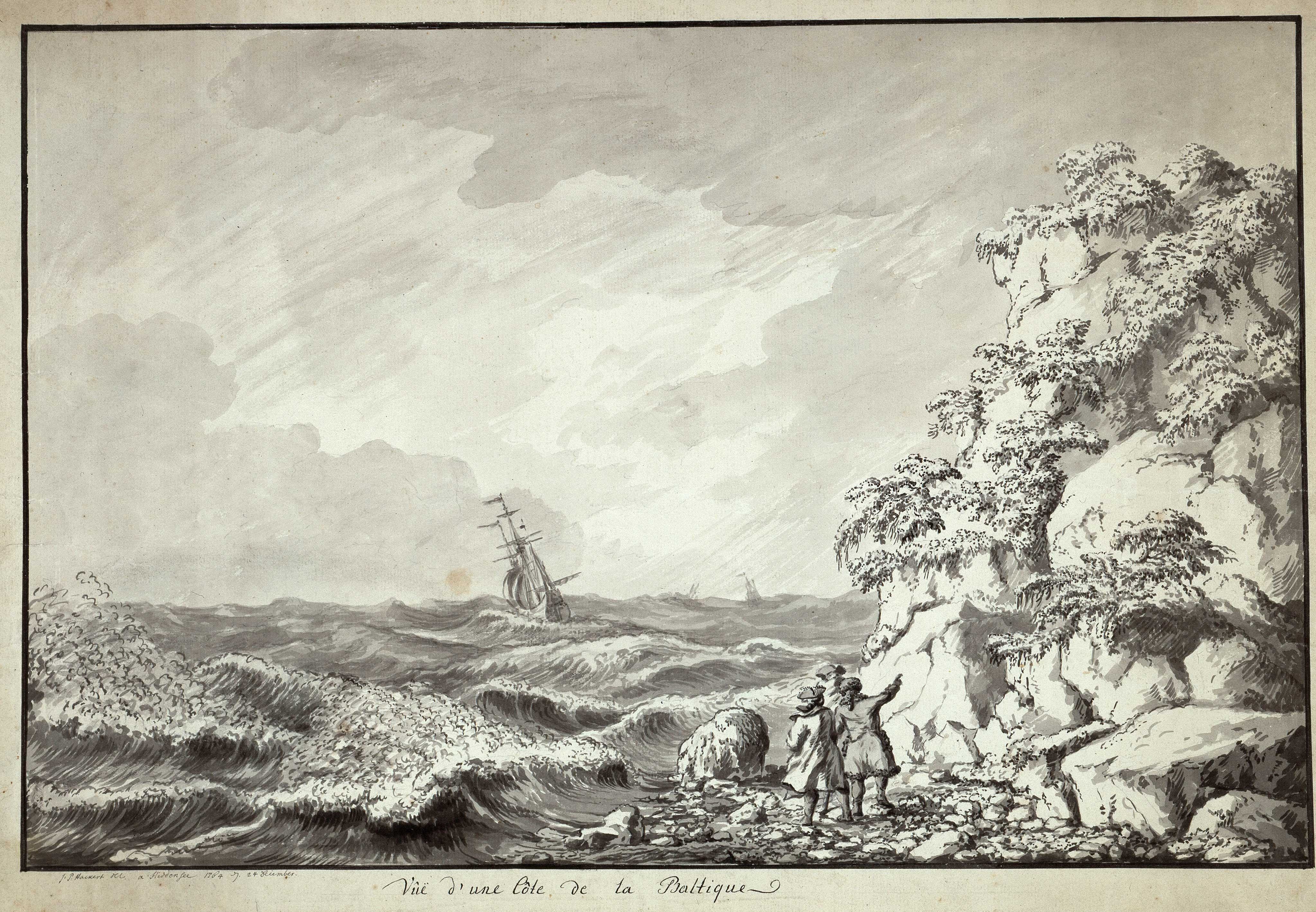
Jakob Philipp Hackert – Auf Hiddensee zur Giese-Zeit, 1764

Von 1754 bis 1780 war Joachim Ulrich Giese Eigentümer der Insel und begann mit dem Abbau von Ton für die von ihm gegründete Stralsunder Fayencenmanufaktur.

### Vom 19. Jahrhundert bis zum Ende des Zweiten Weltkriegs

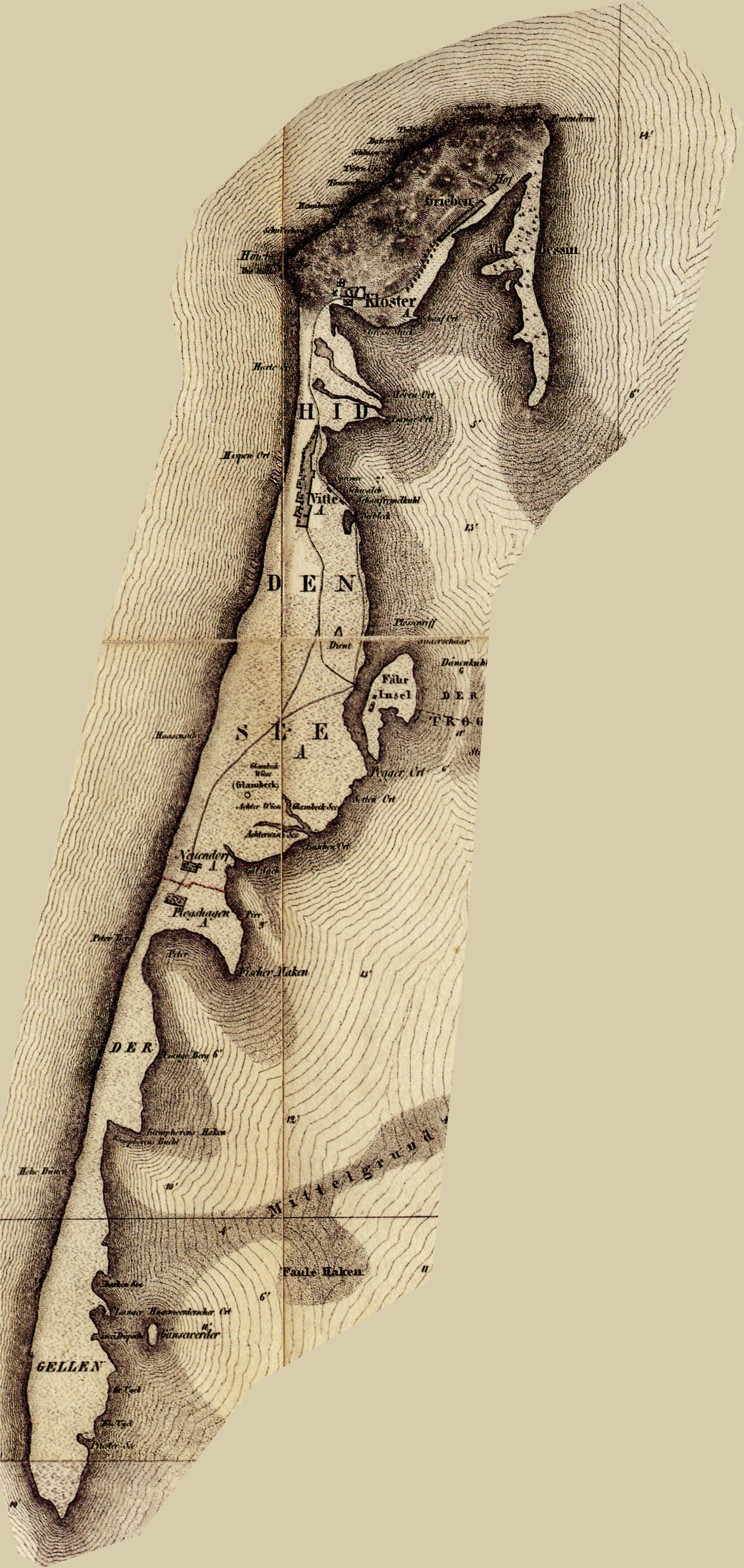
Ausschnitt Special Charte Insel Rügen (1829)

Von 1800 bis 1836 gehörte die Insel Hauptmann und Ritter Wilhelm Friedrich Ludwig von Bagewitz (1777–1835) auf Ralow. Er steigerte die Abgaben, trieb die Hiddenseer zu jährlich 104 Tagen Frondienst auf seine Güter und verhinderte eine Schule für die Kinder. Unter ihm wurden die freien Bauern in Grieben zu Leibeigenen. Selbst als die Abschaffung der Leibeigenschaft durch König Gustav II. Adolf von Schweden 1806 festgeschrieben wurde, änderte sich auf Hiddensee nichts.
Ab 1815 gehörte Hiddensee mit Vorpommern bis zum Ende des Zweiten Weltkrieges zu Preußen und war dem Landkreis Rügen (bis 1939 Kreis Rügen) zugeordnet. Im Jahr 1836 erwarb das Stralsunder Kloster zum Heiligen Geist die Insel, und 1837 bzw. 1840 wurden in Plogshagen und Kloster die ersten Schulen auf der Insel gebaut. In den Jahren zwischen 1854 und 1864 kam es im Rahmen der Ablösung der Reallasten (Bauernbefreiung) auch auf Hiddensee zu einer Neuordnung der Grundstücksverhältnisse.
Bis 1861 war Hiddensee jahrzehntelang so gut wie baumlos, bis auf die karge Weidenallee zwischen Kloster und Grieben und einige dortige Kiefern, die um 1770 gepflanzt wurden, sowie wenige Bäume am Schwedenhagen und Rübenberg. Der im 13. Jahrhundert noch vorhandene dichte Eichenbaumbestand auf Hiddensee war für Brennholz, Haus- und Schiffsbau bis zum Anfang des 17. Jahrhunderts fast gänzlich dezimiert worden. Dass die Brandrodung 1628 durch Wallenstein den Wald vernichtet hätte, wie es die Legende will, ist unwahrscheinlich, denn bereits auf der Rügenkarte von Eilhard Lubin von 1602 ist auf Hiddensee kein Baumsymbol mehr eingezeichnet und der Dornbusch als kahles Hügelland dargestellt. Zuerst wurde 1861 der Dornbusch zwischen Bakenberg und Hucke mit Kiefern bepflanzt, um 1900 auch der Dornbusch nördlich des Bakenbergs, der Küstenabschnitt von der Hucke bis zum Heimatmuseum sowie von dort entlang der Küste bis zum Gellen (Karkensee). Ausgenommen davon wurde der Küstenabschnitt vor Vitte, denn die Vitter lehnten die angebotene Aufforstung der Regierung aus dem Grund ab, dass der Zugang zum Strand für Touristen dann erschwert würde.

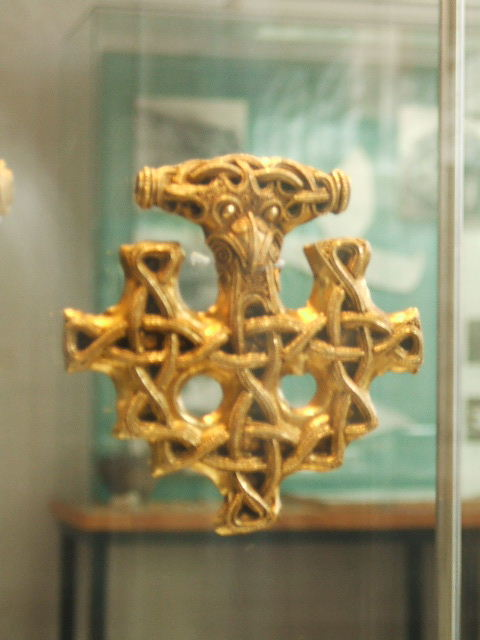
Kreuz des Hiddenseer Goldschmucks in Stralsund

In den Jahren 1864 und 1872 wurde die Insel von schweren Sturmhochwassern heimgesucht. Beim ersten Hochwasser zerbrach Hiddensee durch eine vollständige Überflutung an der schmalsten Stelle der Insel, südlich von Neuendorf, in zwei Teile, was nur durch umfangreiche Aufbaumaßnahmen sechs Jahre später rückgängig gemacht werden konnte. Nach dem zweiten Sturmhochwasser soll der Hiddenseer Goldschmuck, eine Wikingerarbeit aus dem 10. Jahrhundert, gefunden worden sein. Eine Replik davon ist im Heimatmuseum Hiddensee zu besichtigen, das Original wird im Stralsund Museum gezeigt.
Im Jahr 1874 wurde im Deutschen Reich der Amtsbezirk Hiddensee gebildet. 1875 „entdeckte“ der Maler Gustav Schönleber das schwer zugängliche Hiddensee. 1888 wurden in Kloster der Leuchtturm auf dem Dornbusch, der Hafen sowie die Seenotrettungsstation fertiggestellt. 1887 wurde das Bollwerk in Kloster, 1905 und 1907 die Dampferanlegebrücken in Vitte und Neuendorf errichtet. Ab diesem Zeitpunkt konnten größere Schiffe direkt auf Hiddensee anlegen und das abenteuerliche An- oder Abbooten auf Höhe der Fährinsel war nicht mehr nötig. Ab 1892 verkehrten erstmals regelmäßig Dampfer zwischen Stralsund und Kloster. Ab 1905, mit Gründung des Arztzweckverbandes, erhielt der erste Arzt auf Hiddensee seine Zulassung.
Mit dem fast zeitgleichen Bau von fünf großen Hotels in Kloster (Hotel Hitthim 1909, Zum Klausner 1911, Wieseneck und Haus am Meer – die spätere Vogelwarte –, beide 1913 und im selben Jahr das von einem Gasthof zum Hotel erweiterte Dornbusch) stiegen die Touristenzahlen sprunghaft an und Kloster wurde zum touristischen Hauptort der Insel.
Mit Gründung des Naturschutzbunds Hiddensee wurde 1910 die Fährinsel und 1922 der Gellen und Gänsewerder durch die Preußische Regierung zum Naturschutzgebiet erklärt. Den Status eines Naturschutzgebietes erhielten 1937 der Dornbusch, das Schwedenhagener Ufer und der Altbessin.
Von 1916 bis 1921 besuchte die Fotografin Elfriede Reichelt mehrmals die Insel. Zwischen 1922 und 1925 baute Max Taut jedes Jahr ein Haus auf Hiddensee. Das berühmteste ist das 1922 errichtete Karusel in Vitte, das 1928 die Stummfilmschauspielerin Asta Nielsen als Wohnhaus erwarb und bei dem Bruno Taut das Farbkonzept des Hauses entworfen hatte. Gleich in der Nähe des Karusel befindet sich ein weiteres Haus von Max Taut, das 1923 für den Berliner Kaufmann Karl Weidermann errichtete Haus Weidermann. In Kloster stehen das Haus Pingel, für den Innenarchitekten Walter Pingel 1924 erbaut (in den sechziger Jahren baulich erheblich verändert), und gleich daneben das 1925 errichtete Haus für den Berliner Verleger Max Gehlen, das seit 1930 auf dem Gelände der  Biologischen Station Hiddensee liegt und als Doktorandenhaus genutzt wird.
1927 wurde eine polizeiliche Verordnung erlassen, die das Benutzen von Motorfahrzeugen auf der Insel untersagte. Lediglich dem Inselarzt und der Ortspolizei war das Benutzen eines Motorrades gestattet. Im gleichen Jahr wurde die Insel an das Stromnetz angeschlossen und drei Jahre später die Biologische Forschungsstation von Erich Leick von der Universität Greifswald gegründet, aus der 1936 zusammen mit einer Vogelwarte die Biologische Forschungsanstalt Hiddensee entstand.

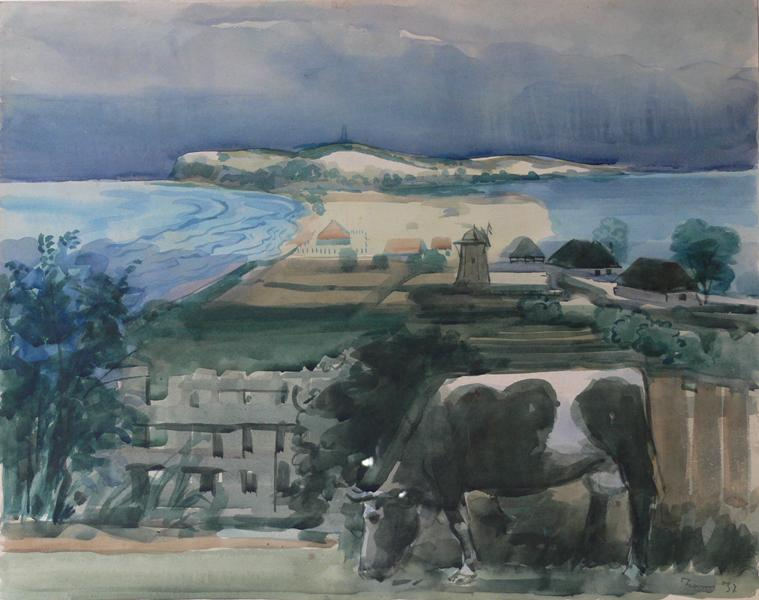
Hiddensee;
Aquarell auf Papier von Ernst Thoms, 1937

1937 begannen die Arbeiten für den großen Steinwall mit Steinbuhnen vor der Hucke. Es war geplant, das gesamte rund vier Kilometer lange Abbruchufer des Dornbuschs mit einem Wall zu schützen. Neben dem Schutz der Insel wollte man den Sanddrift einschränken, um so die Kosten für die ständige Baggerung an der Gellen-Rinne und im Stralsunder Fahrwasser einzusparen. Der Ausbruch des Zweiten Weltkrieges beendete die Bauarbeiten, nur vierhundert Meter waren fertiggestellt und blieben es bis heute. Nach Errichtung der Huckemauer verschlechterte sich der Strand bei Kloster und Vitte, er litt an Sandarmut.
Zwischen 1937 und 1939 schlossen sich die drei Gemeinden auf der Insel zur Gemeinde Hiddensee zusammen. Bis vor 1939 war nach letztmals amtlich publiziertem Güter-Adressbuch Pommern die Familie des Paul Wüstenberg Pächter des 239 ha großen Stadtgutes Kloster Hiddensee. Nach genealogischen Quellenangaben des Deutschen Geschlechterbuches zog sich seine Familie bereits um 1937 aus dem Gutsbetrieb zurück. Die Nachfolge trat der spätere kurzzeitige Kurator der Universität Greifswald Rüdiger von Hagen, Bruder des Albrecht von Hagen, an.
Ende der dreißiger Jahre wurden am Enddorn Bunker und Flakstellungen für die Luftabwehr im Zweiten Weltkrieg errichtet sowie ein Anleger am Schwedenhagen für den Materialtransport. Die Bunker wurden 1945 von der sowjetischen Armee gesprengt (die Trümmerreste erst in den 2000er Jahren entfernt) und der Anleger vom VEB Erdöl-Erdgas Grimmen für die Erdöl-Versuchsbohrungen in den sechziger Jahren ausgebaut. Der Anleger wurde anschließend, ab 1974, durch einen Schubverband für die Inselversorgung genutzt und 2010 abgerissen.

### 1945 bis 1989
Am 4. und 5. Mai im Jahr 1945 besetzten sowjetische Truppen die Insel. Im selben wie im folgenden Jahr wurde im Rahmen der Bodenreform der Gutshof Hiddensee in 18 Neubauernstellen aufgeteilt.
Am 28. Juli 1946 wurde Gerhart Hauptmann auf dem Friedhof in Kloster begraben. Der Gedenkstein wurde genau fünf Jahre später, am 28. Juli 1951 enthüllt.
Im Jahr 1952 musste die zweite Fährverbindung zwischen Seehof auf Rügen und der Fährinsel eingestellt werden.
Zwischen 1958 und 1959 baute das VEB Fahrzeug- und Jagdwaffenwerk „Ernst Thälmann“ in der Dünenheide ein Urlauberdorf für seine Betriebsangehörigen. Gleich daneben errichtete 1980/81 das Bau- und Montagekombinat Industrie- und Hafenbau Stralsund für dessen Betriebsangehörige eine weitere Urlaubersiedlung.
Hiddensee gehörte verwaltungsmäßig von 1952 bis 1955 zum Kreis Bergen. Im Jahr 1953 flüchteten während der Aktion Rose einige Hoteliers in den Westen, andere wurden verhaftet. Nach dieser Aktion wurden alle Hotels auf der Insel enteignet und dem FDGB übergeben. In den fünfziger Jahren eröffneten das Heimatmuseum und das Gerhart-Hauptmann-Haus; die LPG Dornbusch wurde gegründet.

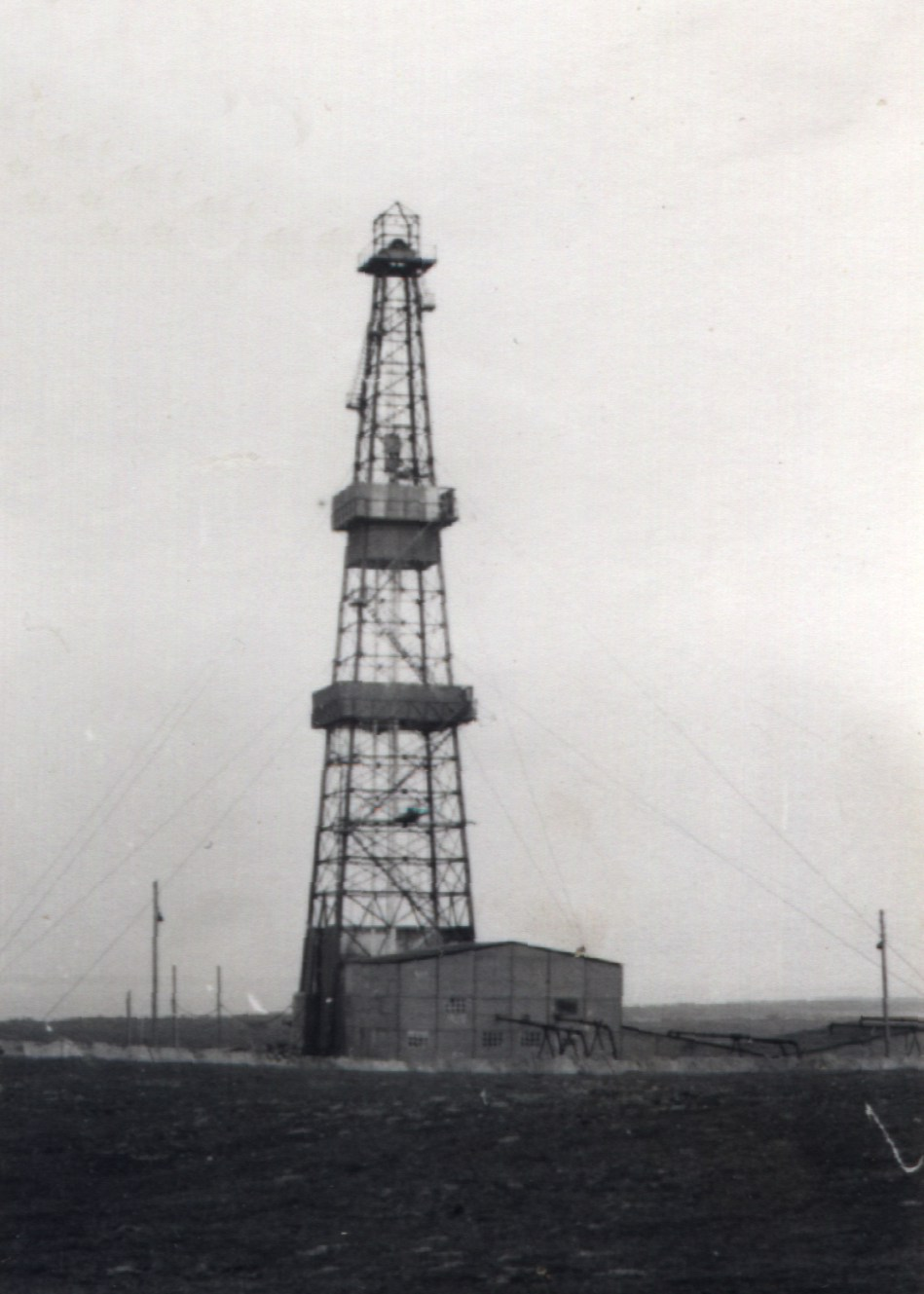
Erdölbohrturm im Mai 1967 nördlich von Grieben

1962 begann der Deichbau zwischen Kloster und Vitte. Mit der Eindeichung der Wiesen und Weiden entlang der Boddenküste begann die größte Umgestaltung von Hiddensee. In Vitte ging das Boddenwasser zuvor bis an die Straßen Wiesenweg, Norderende und Zum Seglerhafen. Weite Teile des heutigen Hafens von Vitte sowie das ganze Gebiet mit dem heutigen Sportplatz, dem Helikopterlandeplatz und dem Seglerhafen Lange Ort wurden künstlich aufgespült bzw. trockengelegt. Auch in Kloster wurden Teile des Boddens trockengelegt, der sich vor dem Deichbau noch vom Hafen aus bis weit hinter Höhe Postweg erstreckt hatte.
Die Weiße Flotte Stralsund übernahm die Genossenschaftsreederei und die Fischer gründeten die FPG'n De Süder in Neuendorf und Swantevit in Vitte.
Am 10. April 1967 begann im Ergebnis seeseismischer Untersuchungen im Norden der Insel Hiddensee mit der Forschungsbohrung E Rügen 2/67 die Erdölerkundung. Diese 4.602 m tiefe Bohrung erbrachte ebenso wie die bis Dezember 1968 folgenden Bohrungen E Hiddensee 3/67, 4/68 und 5/68 kein verwertbares Erdölvorkommen. Die bereits vorbereitete 5. Bohrung wurde abgesagt, alle Bohrungen wurden im Sommer 1971 verfüllt. Das bis dahin geförderte Erdöl wurde mit Tankschiffen von einem provisorischen Hafen nahe Kloster in die Sowjetunion zur Untersuchung und Aufbereitung verschifft.
Bis 1971 wurde zwischen der Pension Zum Klausner und dem Leuchtturm Dornbusch der Standort der 5. Technische Beobachtungskompanie Dornbusch der NVA errichtet. Hinter einem doppelten Zaun, mit Hundelauf dazwischen, befanden sich ein Munitionsbunker und weitere Gebäude. Die Anlage wurde 1993 zurückgebaut und der Bunker mit Erde überschüttet. Seitdem führt die ehemalige Zufahrtsstraße, der Plattenweg von Kloster, der sich kurz vor dem Klausner gabelt, nach rechts ins „Nichts“.
In den Jahren 1972/73 wurden die Verbindungsstraßen zwischen den Orten mit Betonplatten befestigt, bis auf eine jahrelang existierende Lücke von rund 500 m zwischen Vitte und Kloster, aufgrund einsetzendem Mangel an Baumaterial, und die noch heute als einziger asphaltierter Straßenabschnitt erkennbar ist. 1974 wurden die Hausmülldeponien am Rande aller Ortslagen abgedeckt und dafür eine zentrale Mülldeponie in der Nähe des Swantiberges angelegt. Diese war Anfang der neunziger Jahre erschöpft. Seit 1993 wird der gesamte Müll im Hafen von Vitte gesammelt und nach Rügen transportiert.
Am 7. Mai 1989 gab es bei der DDR-Kommunalwahl auf Hiddensee 4,7 Prozent Gegenstimmen. Hiddensee galt als Nische für Andersdenkende und Aussteiger, die im Sommer oft in Hotels, Restaurants oder als Rettungsschwimmer arbeiteten. Auf der kleinen Insel waren sie gut zu kontrollieren, und trotz teilweise offener Stasi-Beobachtung wurden manche Vorfälle und Treffen hingenommen. Auf Hiddensee herrschte ein intellektuelles Klima, und Künstler, Schriftsteller, Schauspieler, Musiker und Wissenschaftler zogen sich dorthin zurück, wie Jo Harbort, Christine Harbort, Günter Kunert, Kurt Böwe, Harry Kupfer, Inge Keller, Günther Fischer, Armin Mueller-Stahl, Christoph Hein, Robert Rompe oder Mitglieder der Punkband Feeling B.
Die Leichen von Menschen, die bei Fluchtversuchen über die Ostsee, meist in einem Faltboot, erschossen wurden oder ohne Fremdeinwirkung umkamen, wurden auch an den Stränden von Hiddensee immer wieder aufgefunden, wie die der 18-jährigen Friedrich Klein und Ernst August Utpaddel (beide im Februar 1962) und des 21-jährigen Uwe Richter (im August 1987). Aber von Hiddensee aus gelang auch eine der spektakulärsten Fluchten aus der DDR und die einzige mit einem Surfbrett, im November 1986, durch den 30-jährigen Karsten Klünder und den 22-jährigen Dirk Deckert einen Tag später. Jeweils am frühen Morgen fuhren beide in gut vier Stunden mit selbstgebauten Surfbrettern und Segeln vom Gellen zur 70 Kilometer entfernten dänischen Insel Møn.

### Ab 1989
Nach der Wende wurde in Vitte ein neuer Anleger für das Lastenfährschiff fertiggestellt. Einige Segler nutzten daraufhin den alten Betonsteg des Schubschiffes in Kloster als Seglerhafen. Ab den 2010er Jahren entstand beim größten Hafenerneuerungsprojekt in Kloster ein Seglerhafen mit Sanitärangeboten.
Im Jahr 1992 wurden die Forschungseinrichtungen Versuchsstelle Schwedenhagen des Berliner Zentralinstituts für Elektronenphysik und die Versuchsstelle Fährinsel des Jenaer Zentralinstitutes für Mikrobiologie und experimentelle Therapie aufgegeben.
Auch auf Hiddensee wurde der 1992 gestartete Elektrofahrzeug-Großversuch vom Bundesforschungsministerium und der Autoindustrie durchgeführt. Im Zuge des Tests wurde eine große Solaranlage am Hafen von Vitte auf einem Gebäudedach installiert, die noch heute existiert.
Im Mai 2010 musste das Zeltkino in Vitte nach 46 Jahren geschlossen werden. Nach einer Übergangszeit an wechselnden Standorten eröffnete 2012 ein neues Zeltkino am Hafen von Vitte, dessen Leiter bis 2020 Jörg Mehrwald war.
Zwischen 2010 und 2014 wurden einige Straßen neu gepflastert oder überhaupt befestigt und die Ortsverbindungsstraßen um gut 50 Prozent verbreitert (Vitte-Neuendorf 2010 und Kloster-Vitte 2014). In Vitte ging 2012 ein Hubschrauberlandeplatz für Notfallpatienten und für einen Katastrophenfall in Betrieb.
Im Oktober 2019 wurde ein neuer Inselbus mit elektrischem Antrieb in Betrieb genommen. Der Vorgänger fuhr mit Diesel und war damit noch eines der wenigen Verbrennerfahrzeuge der Insel, nachdem im September 2015 auch die Polizei zu einem Elektroauto gewechselt hatte.
Aufgrund der COVID-19-Pandemie war die Insel im Jahr 2020 einige Zeit für Touristen gesperrt.
Anfang 2021 wurde bekannt, dass die Gemeinde Hiddensee den Hafen in Vitte vergrößern möchte. Geplant sind ein Seglerhafen mit 135 Plätzen, eine Mehrzweckhalle, eine 5590 Quadratmeter große Photovoltaikanlage, eine Meerwasserentsalzungsanlage in einem zwölf Meter hohen Turm, zwei Molen, ein Ausbau des Fähranlegers für Kreuzfahrtschiffe sowie einige weitere Gebäude. Gegen die Ausbaupläne hat sich eine Bürgerinitiative gegründet. Im August 2021 stimmte die Bürgerschaft der Stadt Stralsund, bis dato eine der Eigentümerinnen der Grundstücke in Neuendorf, mehrheitlich einem möglichen Verkauf an 79 einheimische Pächter zu; dabei handelt es sich um Flächen von rund 48.000 Quadratmetern zu einem Erwerbspreis von rund 5,3 Millionen Euro. Dem waren lange Verhandlungen vorausgegangen.

## Wirtschaft
Die Bewohner der Insel leben hauptsächlich vom Tourismus. Der Großteil der Besucher sind Tagestouristen. Jährlich hat Hiddensee etwa 50.000 Übernachtungsgäste, gegenüber rund 250.000 Tagesgästen.
Schon vor 1990 war Hiddensee ein beliebter Urlaubsort. In den 1970er Jahren befanden sich in der Hauptsaison täglich bis zu 4000 Urlauber und 3000 Tagesausflügler auf der Insel. Bis Mitte der 1980er Jahre stieg die Zahl der Tagesgäste auf knapp 250.000 Besucher jährlich an. Aufgrund der angestrebten Naturbelassenheit wurde der Tourismussektor kaum weiter ausgebaut, an den Besucherzahlen hat sich seither kaum etwas geändert. Heute besitzt Hiddensee knapp 3.300 Gästebetten.
Ein erheblicher Teil der Fläche Hiddensees wird für landwirtschaftliche Zwecke genutzt.

## Bildung
Auf der Insel werden seit 1788 Schulkinder unterrichtet. Am Anfang übernahm dies der Küster. Die erste Schule in Vitte wurde am 2. November 1887 gegründet. Nach der Neustrukturierung im Zusammenhang mit der deutschen Wiedervereinigung 1990 wurde die Vitter Schule zu einer Realschule. Zurzeit werden 69 Schüler von der ersten bis zehnten Klasse unterrichtet (Stand 2019).

## Verkehr

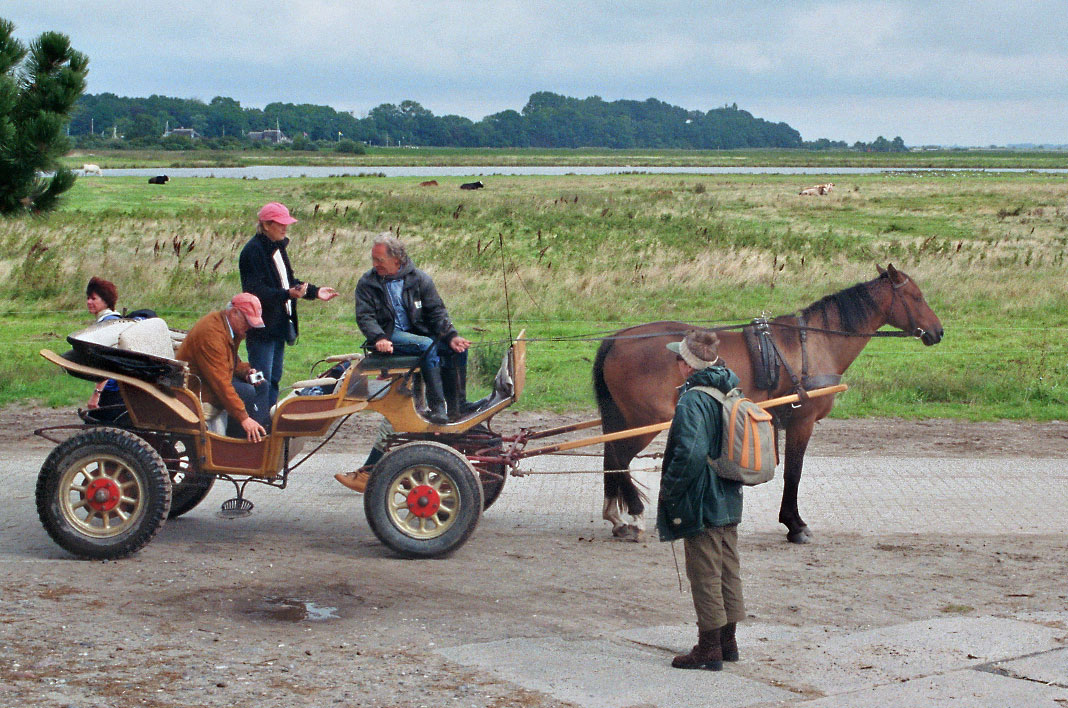
Personentransport mit einer Pferdekutsche

Der private Kfz-Verkehr ist auf der gesamten Insel verboten, was bereits seit 1927 gesetzlich geregelt ist. In einigen Ausnahmen sind Kraftfahrzeuge zugelassen, neuerdings zunehmend mit Elektroantrieb. Für den Personenverkehr sowie einen Teil des Warenverkehrs kommen Pferdefuhrwerke zum Einsatz. Zwischen den nördlichen und südlichen Gemeindeteilen verkehrt montags bis freitags ein Elektro-Linienbus der Rügener Personennahverkehrs GmbH (RPNV). Das am häufigsten genutzte Fortbewegungsmittel ist jedoch das Fahrrad.
Im Gegensatz zu Pedelecs/E-Bikes benötigen E-Scooter auf Hiddensee eine nur selten vergebene Sondergenehmigung wie alle durch Motorkraft angetriebenen Fahrzeuge.
Zu erreichen ist die Insel über mehrere Schiffsverbindungen sowohl von Stralsund (saisonal eingeschränkt) als auch von Schaprode auf Rügen, ausgeführt von der Weißen Flotte „Reederei Hiddensee“. Hier gilt die Unentgeltliche Beförderung Schwerbehinderter, von und nach Schaprode auch das Deutschlandticket. In der Sommersaison bestehen weitere Verbindungen mit Ralswiek, Breege, Wiek und Zingst. Außerdem gibt es Wassertaxiverbindungen mit dem Festland und der Insel Rügen.

## Rad- und Wanderwege
Das Verbot von privatem Autoverkehr macht Hiddensee prädestiniert für Radfahrer und Wanderer. Beliebte Ausflugsziele sind u. a. der Leuchtturm auf dem Dornbusch sowie Enddorn und Altbessin im Norden. Von der Ausflugsgaststätte Zum Klausner kann auf der Klausnertreppe zum Ostseeufer abgestiegen werden. Vom Klausner führt auch ein Hochuferweg zum Weststrand.  Nicht zugänglich sind der als Kernzone des Nationalparks ausgewiesene Neubessin im äußersten Nordosten und der Gellen im Süden.

## Sehenswürdigkeiten und Museen

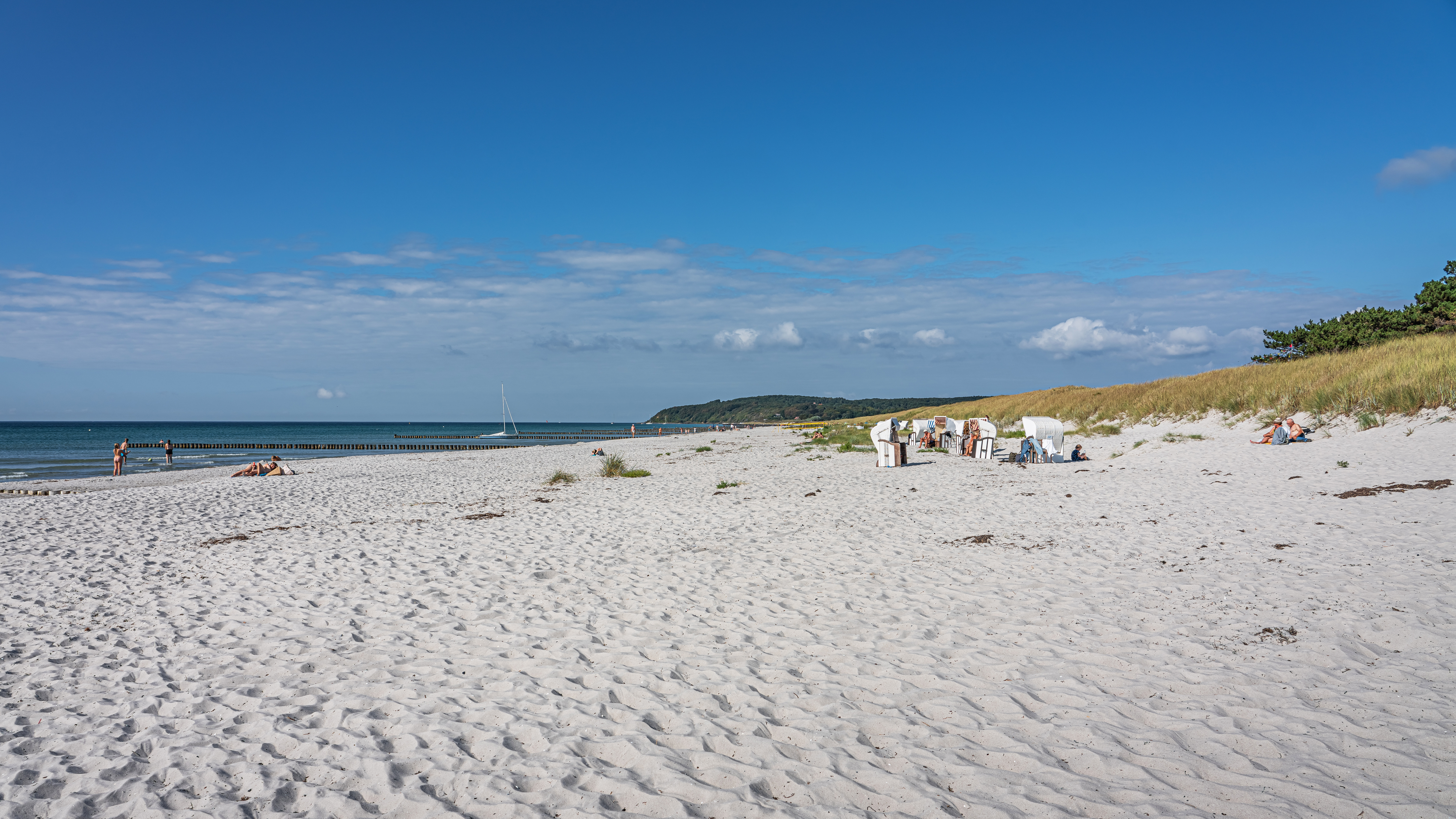
Strand von Hiddensee bei Vitte

Die „größte“ Attraktion auf Hiddensee ist der lange Sandstrand. Er erstreckt sich auf der Westseite praktisch über die ganze Länge der Insel. Bereits seit dem späten 19. Jahrhundert ist sie deshalb als Badeort bekannt. Dabei war die Badebekleidung (und auch generell die Bekleidungsettikette) schon zu Zeiten der Belle Époque sehr freizügig. Damen, die barfuß gingen und nackte Waden zeigten, waren überall auf Hiddensee toleriert, während dies andernorts zu einem Skandal geführt hätte. In der Zwischenkriegszeit wurde die Insel zu einem Zentrum der Reform- und FKK-Bewegung. Zu DDR-Zeiten wurde aufgrund von Reklamationen entrüsteter Touristen zeitweise versucht, das Nacktbaden zu verbieten, was aber wohl kaum Beachtung fand. Heute gibt es auf Hiddensee keine Aufteilung in Textil- und Nacktbadestrandabschnitte und beides ist am ganzen Strand erlaubt und üblich.

### Kloster

#### Leuchtturm Dornbusch
Im Norden der Insel, auf dem Schluckswiek im so genannten Hochland von Hiddensee, steht das Wahrzeichen der Insel, der Hiddenseer Leuchtturm. 102 Stufen führen in den seit 1994 für Besucher offenen Turm. Damit es dort oben nicht zu eng wird, können jedoch nur 15 Besucher gleichzeitig den Turm besteigen. Ab Windstärke 6 bleibt der Turm aus Sicherheitsgründen geschlossen.

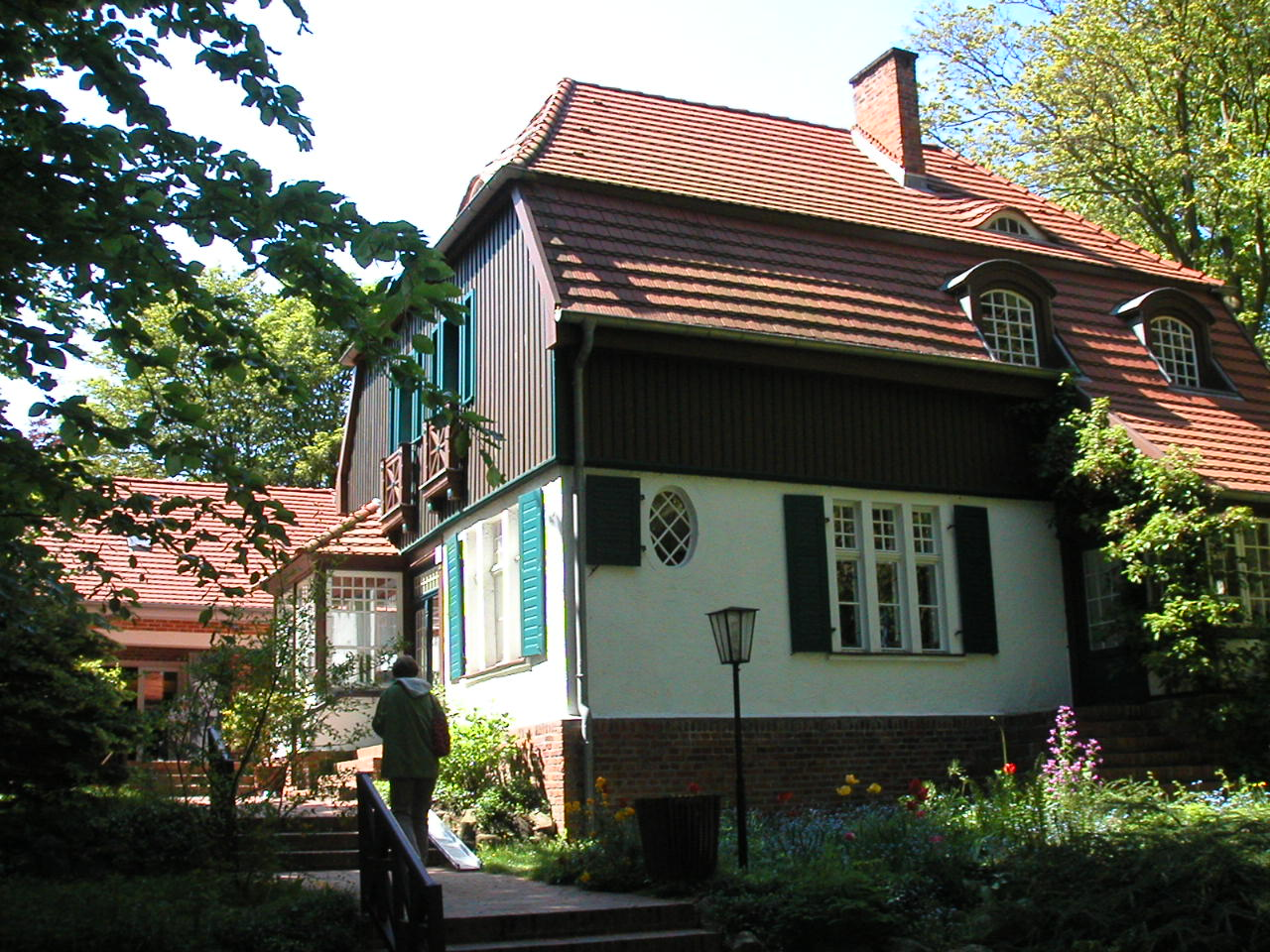
Gerhart-Hauptmann-Haus

#### Gerhart-Hauptmann-Haus
Im ehemaligen Landhaus Modler und späterem Haus Seedorn war der Schriftsteller Gerhart Hauptmann bereits 1926 Sommergast. Vier Jahre später kaufte er es von der Gemeinde und fügte einen Anbau hinzu. Von 1930 bis 1943 verbrachte er hier mit seiner Frau die Sommermonate. Im Jahr 1956 wurde daraus das Gerhart-Hauptmann-Museum, welches auch Lesungen und Konzerte veranstaltet. Der 2012 in auffällig moderner Form auf dem Grundstück errichtete Literaturpavillon dient als Eingang und beherbergt Kasse, Museumsshop (Buchhandlung) und eine Dauerausstellung Literaturlandschaft Hiddensee.

#### Inselkirche Hiddensee
Die Inselkirche Hiddensee wurde 1332 vor dem Kloster errichtet, von dem heute nichts erhalten ist (das sogenannte Klostertor wurde erst nach Aufgabe des Klosters erbaut). Sie diente jahrhundertelang als Pfarrkirche für die Bewohner der Insel. 1781 wurde sie im barocken Stil umgebaut – aus dieser Zeit stammen der Kanzelaltar, Beichtstuhl, Taufengel und das Taufbecken. Das ausgemalte Tonnengewölbe, der sogenannte Hiddenseer Rosenhimmel, ist dagegen erst von 1922. Heute ist die Inselkirche Sitz der evangelischen Kirchengemeinde Hiddensee.

#### Lietzenburg
Die Lietzenburg ist eine unter Denkmalschutz stehende Jugendstilvilla, die der Maler Oskar Kruse in den Jahren 1904/1905 errichten ließ. Sie ist ein Backsteinbau mit Natursteinfundament auf einem Hügel in der Nähe des Dornbuschs. Sie diente viele Jahre als Pension für Künstler. Heute beherbergt sie mehrere Ferienwohnungen. Im Erdgeschoss finden zudem kulturelle Veranstaltungen (überwiegend Lesungen) statt.

#### Heimatmuseum Hiddensee
Das Heimatmuseum Hiddensee ist ein schlichter Putzbau in Kloster. Es bietet eine Dauerausstellung zur Inselgeschichte mit etwa 450 Ausstellungsgegenständen, einer kompletten Kopie des auf der Insel gefundenen Hiddensee-Schmucks, Akten, etwa 2500 Fotografien, Postkarten und Dias sowie eine umfangreiche Bibliothek. Einige Werke bekannter Vertreter der Künstlerkolonie Hiddensee befinden sich ebenfalls im Bestand des Museums. Das Gebäude selbst stammt aus dem Jahr 1890 und war eine Seenotrettungsstation.

#### Doktorandenhaus
Nur wenige Schritte vom Gerhart-Hauptmann-Museum entfernt, im Biologenweg 5, steht das 1925 von Max Taut für den Berliner Verlagsdirektor Max Gehlen errichtete Doktorandenhaus. Im Jahr 1930 kaufte die Insel-Verwaltung das Gebäude als Sommerhaus für die Biologische Station Hiddensee. Seit etwa 1990 dient es als Seminar- und Unterkunftsgebäude der Universität Greifswald.

#### Eggert-Gustavs-Museum
Im Siedlungsbereich Am Bau wurde die Alte Schmiede zu einem Museum umgestaltet und 2019 eröffnet. Es würdigt das Leben und Werk des 1996 verstorbenen Künstlers Eggert Gustavs, der der Sohn des langjährigen Inselpastors Arnold Gustavs war, und soll ihn so größeren Kreisen bekannt machen.

### Vitte

#### Nationalparkhaus Hiddensee
Das Nationalparkhaus wurde 1998 eröffnet. Das Haus im Norden von Vitte ist ein reetgedecktes Gebäude mit trapezförmigem Grundriss. Es beinhaltet eine Dauerausstellung über den Nationalpark Vorpommersche Boddenlandschaft mit dem Schwerpunkt Hiddensee. Die Ausstellung steht unter dem Leitspruch „Panta Rhei – Alles fließt“.

#### Asta-Nielsen-Haus und Umgebung

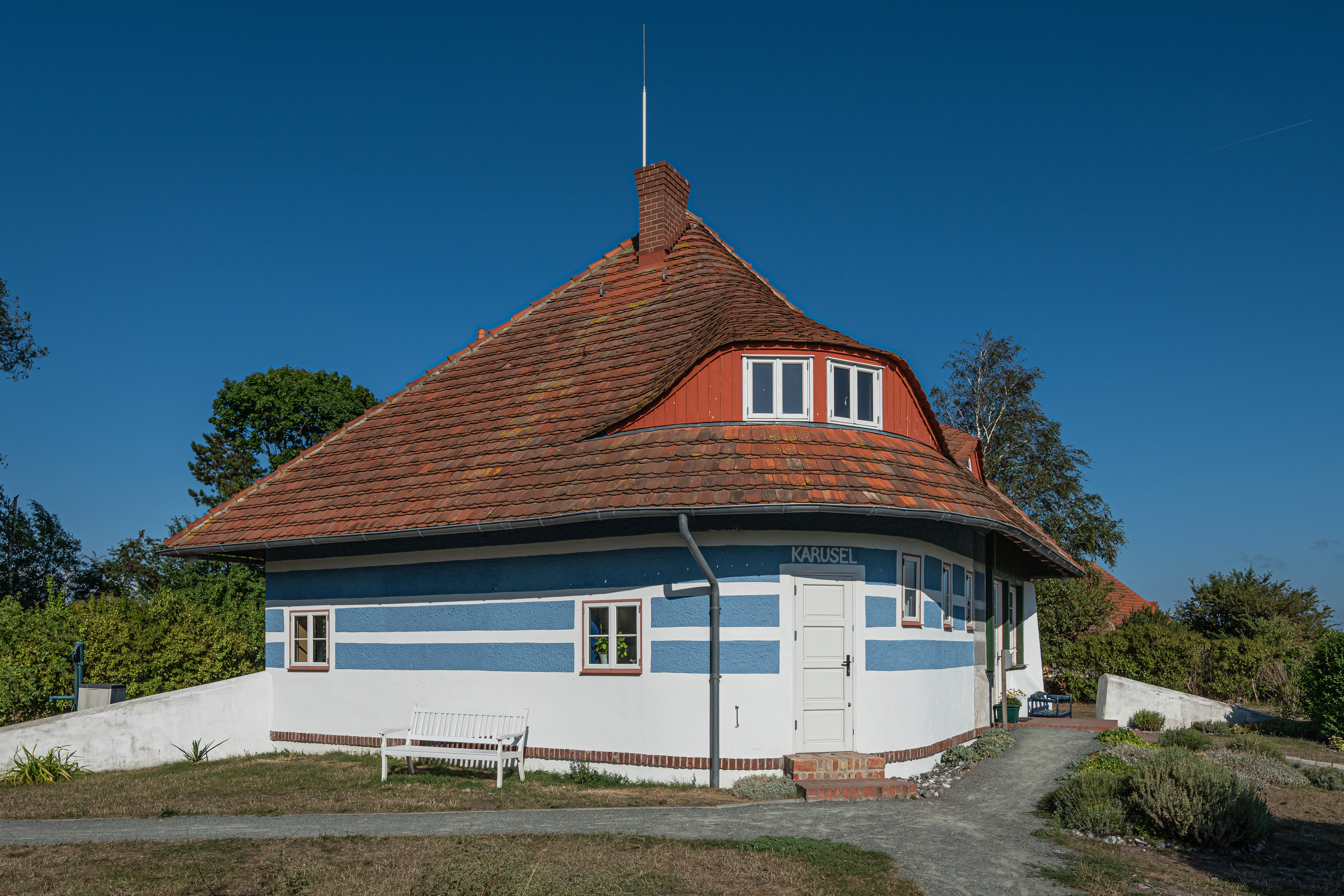
Asta Nielsens Haus Karusel

Das runde Gebäude, nach dem dänischen Wort für Karussell auch Karusel genannt, entstand 1923 nach Plänen von Max Taut für die Familie Müller. Im Jahr 1928 kaufte es die Tochter der Stummfilmschauspielerin Asta Nielsen und verbrachte zusammen mit ihrer Mutter und deren Mann bis in die 1930er Jahre die Sommermonate dort. Häufige Besucher waren Joachim Ringelnatz mit Frau, Heinrich George und Gerhart Hauptmann. 1975 stellte die Gemeindeverwaltung den Bau unter Denkmalschutz; 1989 verkauften die Nielsen-Erben das Haus an die Gemeinde. 2015 eröffnete eine Dauerausstellung über Asta Nielsen. Das Haus lag bis in die 1960er Jahre direkt am Bodden (siehe Geschichte 1945 bis 1989). Gleich neben dem Asta-Nielsen-Haus steht ein weiteres Gebäude von Max Taut, das 1924 für den kaufmännischen Direktor Karl Weidermann errichtet wurde.
Die Gemeinde nutzt das Haus für öffentliche Veranstaltungen, allerdings war es inzwischen stark geschädigt und musste saniert werden. Dafür stellten das Landwirtschaftsministerium des Landes Mecklenburg-Vorpommern sowie der Landkreis Vorpommern rund 500.000 Euro zur Verfügung, einen kleinen Beitrag musste die Gemeinde noch dazu einplanen. Die Sanierung war 2015 abgeschlossen, seitdem können im Balkonzimmer auch Trauungen durchgeführt werden. Außerdem dient das Haus nun als Museum und Künstlerhaus, in welchem unter anderem das filmische Werk der Stummfilmschauspielerin sowie das Leben von Max Taut in einer Dauerausstellung gezeigt werden. Sonderausstellungen und Seminare in Nebenräumen kommen hinzu.

#### Blaue Scheune

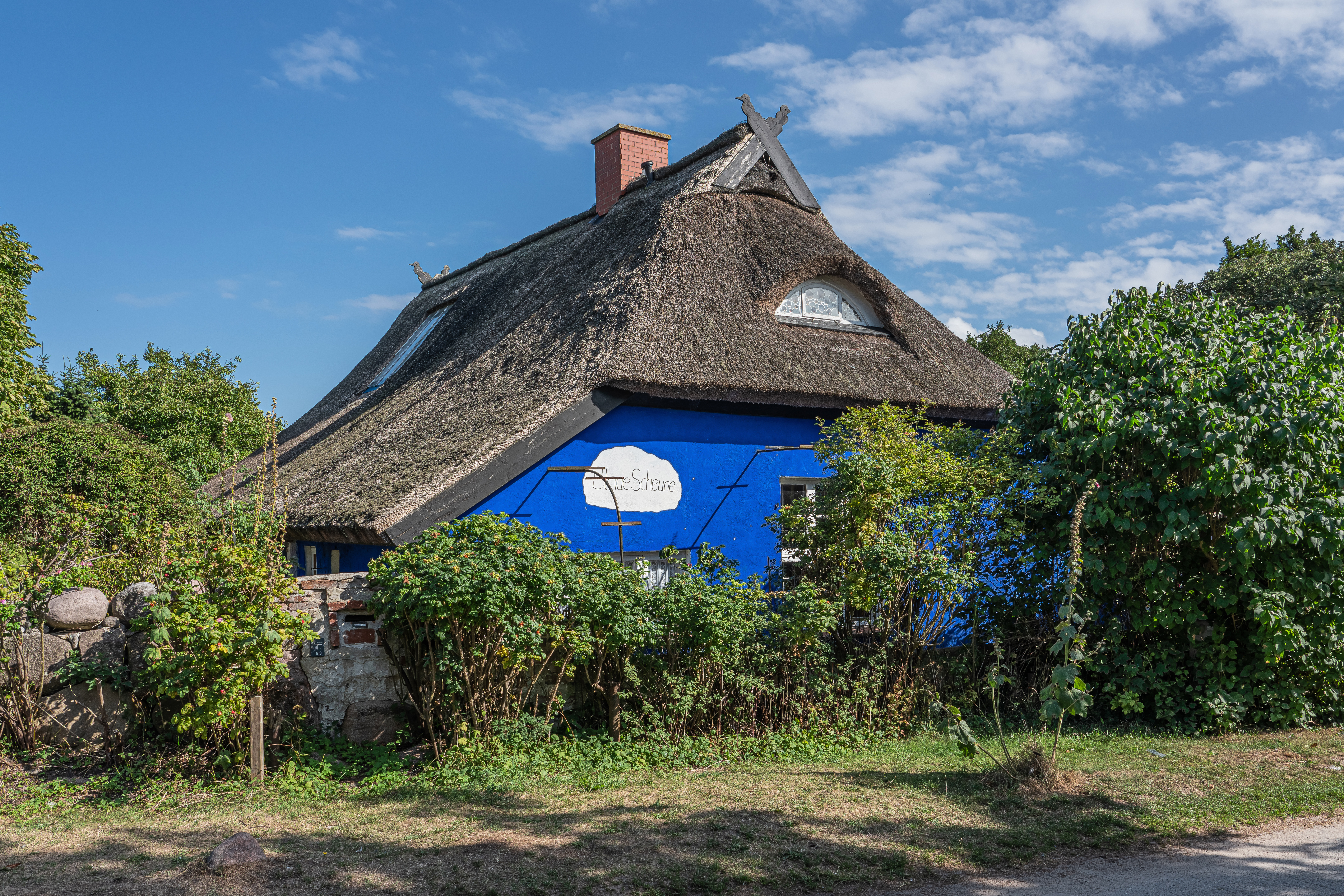
Blaue Scheune

Die Blaue Scheune ist in ihrer ursprünglichen Anlage ein niederdeutsches Fachhallenhaus aus dem Anfang des 19. Jahrhunderts. Seit den 1970er Jahren beherbergt es die Galerie des Besitzers Günter Fink. Er stellte hier seine Malereien mit Inselmotiven aus und verkaufte sie auch.

#### Henni-Lehmann-Haus
Das Landhaus Lehmann wurde von 1907 bis 1937 als Sommersitz der Familie Henni Lehmann genutzt. Entworfen wurde der Bau durch den Schweriner Architekten Paul Ehmig. Nach einem Umbau diente das Gebäude zwischen 1938 und 1991 als Rathaus von Vitte. Seit 5. Juni 2000 heißt das Haus offiziell Henni-Lehmann-Haus und wird für Veranstaltungen und Ausstellungen sowie die örtliche Bibliothek genutzt.

#### Hexenhaus
1755 als Fischerkate gebaut, gilt es als ältestes Haus von Vitte. Seit 1915 lebte im Haus die Malerin Elisabeth Büttner, ab 1930 war es der Sommersitz der Familie Pallat bzw. des 1944 ermordeten Widerstandskämpfers Adolf Reichwein und ist bis heute im Besitz der Familie. 1981 wurde das Haus in Süderende 105 unter Denkmalschutz gestellt. Vor dem Haus liegt ein Erinnerungs-Stolperstein. Das Gebäude kann von innen nicht besichtigt werden.

#### Humunkulus Figurensammlung
Die Figuren- und Requisitensammlung im sachlichen Neubau aus Lärchenholz stammt hauptsächlich von dem benachbarten Puppentheater Seebühne von Karl Huck. Zu sehen sind neben Theaterplakaten und -prospekten beispielsweise Doktor Faustus, Long John Silver, Ebenezer Scrooge, Hans Christian Andersen, Tolstoi, Kafka, Edgar Allan Poe, William Shakespeare, Goethe, Pinocchio, King Kong, Marilyn Monroe, Helena sowie ein umfangreiches Tierreich inklusive einem Dronte-Küken.

### Neuendorf

#### Leuchtturm Gellen
Das 12,30 m hohe Bauwerk (Feuerhöhe 10 m), ein Leit- und Quermarkenfeuer, befindet sich südlich von Neuendorf an der nördlichen Grenze des Gellen. Es hat die Leuchtturmnummer C2586 und die Koordinaten 54° 30′ 29″ N, 13° 4′ 28″ O. Das Leuchtfeuer trägt die amtliche Bezeichnung „Leuchtfeuer Gellen/Hiddensee“. Der weiße Stahlturm mit roter Galerie und kegelförmigen Dach steht auf einem Natursteinsockel. Er wurde 1904 von der Firma Julius Pintsch (Berlin) aus Gusssegmenten (Tübbings) gebaut und ist seit 1905 im Probe-, seit 1907 im Dauerbetrieb. Aus derselben Produktionsstätte (Zweigwerk Fürstenwalde/Spree) stammen u. a. die in gleicher Bauweise ausgeführten Leuchtfeuer Ranzow und Kolliker Ort (Insel Rügen) sowie der Leuchtturm Norddorf (Amrum).
Das Leuchtfeuer Gellen/Hiddensee markiert die nördliche Einfahrt zum Gellenstrom, im Westen die Fahrrinne des Gellenstroms und leitet im Osten durch den Schaproder Bodden.
Der Leuchtturm war auf einem 5-Millionen-Mark-Notgeldschein des Kreises Rügen von 1923 abgebildet. In der Briefmarken-Sonderserie der DDR „Leucht-, Leit- und Molenfeuer“ aus dem Jahr 1975 zierte das Leuchtfeuer Gellen als Motiv die 10-Pfennig-Briefmarke.

#### GemeindehausUns Tauflucht
Damit auch in Neuendorf Gottesdienste gefeiert werden konnten, entstand Ende des 20. Jahrhunderts das Gemeindehaus Uns Tauflucht (Unsere Zuflucht). Neben ökumenischen Gottesdiensten wird es auch für Gemeindeveranstaltungen wie Vorträge und Konzerte genutzt.

#### FischereimuseumLütt Partie

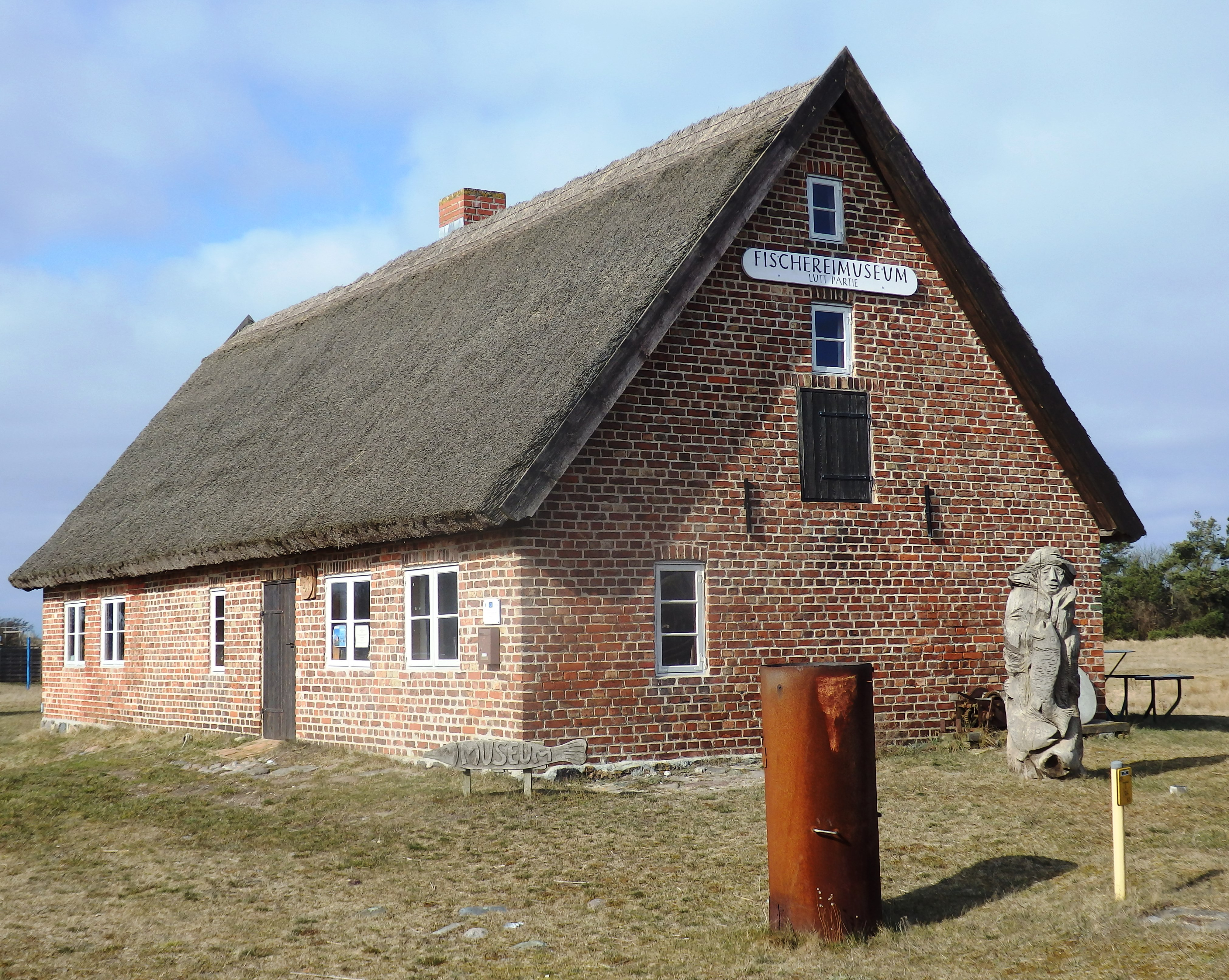
Fischereimuseum in Neuendorf (Hiddensee)

In den Jahren 2006/2007 wurde ein aus Ziegeln gebauter ehemaliger Netz- und Geräteschuppen aus dem Jahr 1885 zum Fischereimuseum Lütt Partie (Kleine Einheit) umgebaut. Der Name ist noch aus Zeiten, als er noch in seiner damaligen Bestimmung war. Es gab damals einen großen und einen kleinen Netz- bzw. Geräteschuppen, der eine hieß im Volksmund Grod Partie, der kleinere Lütt Partie. Seit 2007 präsentieren und erklären Fischer der Insel dort Fischereigeräte und erzählen zur Fischereigeschichte und Geschichten aus dem Arbeitsalltag von früher und heute. Träger des Museums ist der Verein „Fischereipartie Neuendorf e. V.“, der sich allein aus Spenden finanziert.

## Stolpersteine
Sechs Stolpersteine in Vitte erinnern an Henni Lehmann und vier weitere Malerinnen jüdischer Herkunft sowie an den Pädagogen und Politiker Adolf Reichwein, die Opfer der nationalsozialistischen Herrschaft wurden.

## Kultur

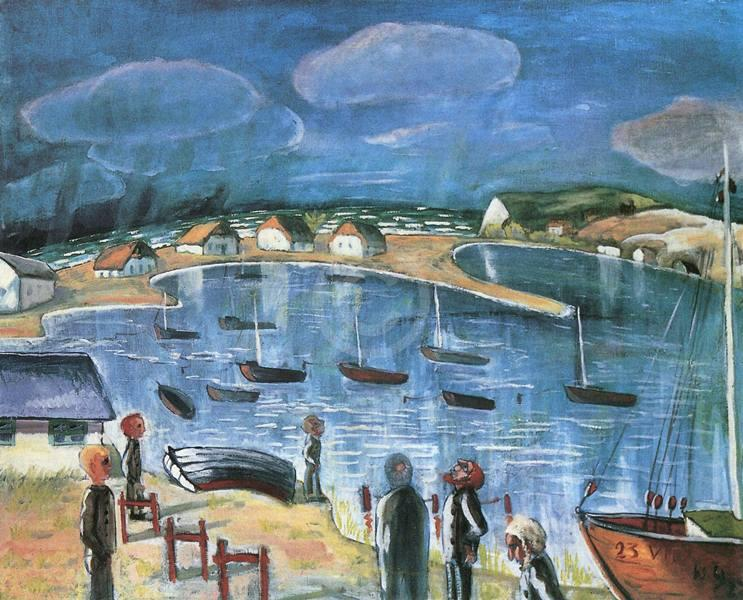
Hiddensoe von Walter Gramatté (1922)

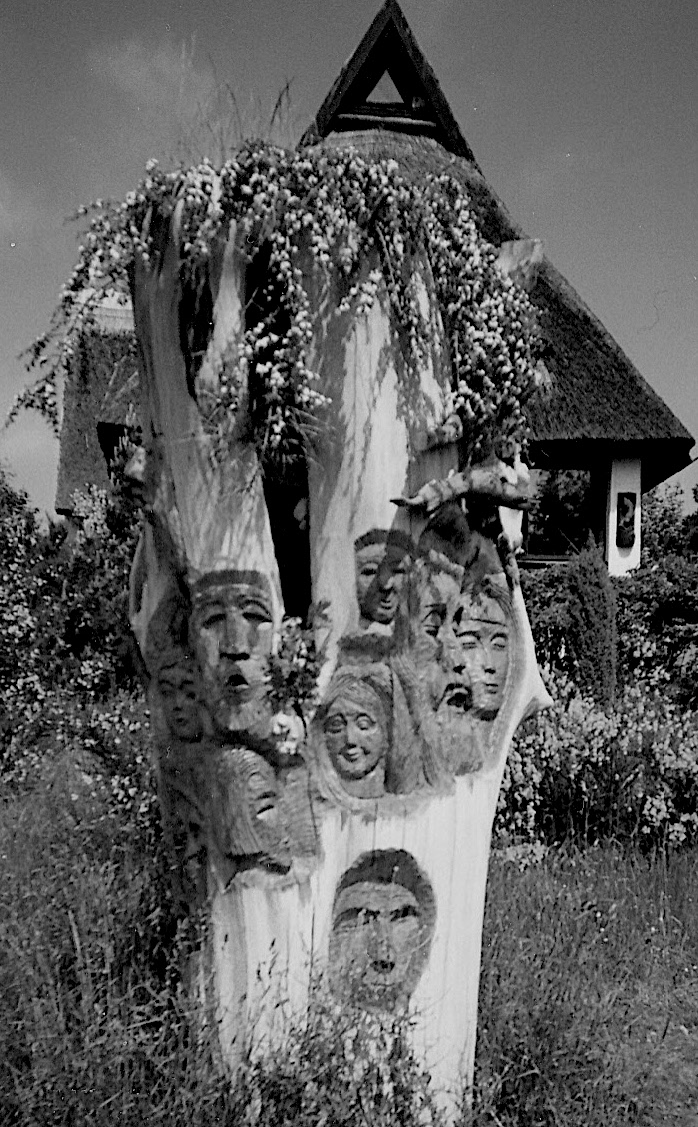
Gesichterbaum von Hanns Mehner

Die Insel Hiddensee genoss ab Anfang des 20. Jahrhunderts den Ruf einer Künstlerkolonie. Künstler aller Art verbrachten dort die Sommermonate und hielten ihre Eindrücke in ihrer Arbeit fest.
Ab 1904 verbrachte die Malerin Elisabeth Büchsel die Sommermonate in Neuendorf. Im selben Jahr baute Oskar Kruse seine Lietzenburg in Kloster, die zum Künstlertreffpunkt wurde. Dort wohnte später auch seine Schwägerin, die Puppenmacherin Käthe Kruse. In der Blauen Scheune in Vitte, dem Sommersitz von Henni Lehmann, traf sich von 1922 bis 1933 der Hiddensoer Künstlerinnenbund. Weitere eng mit Hiddensee verbundene Künstler aus der Zeit nach dem Ersten Weltkrieg sind Willy Jaeckel und Joachim Ringelnatz.
Auch in der DDR-Zeit hielten sich zahlreiche Künstler regelmäßig auf Hiddensee auf und reflektierten den Alltag und die Landschaft in ihren Gemälden, Blättern und Büchern wie der Schriftsteller Hanns Cibulka. Die Tänzerin und Tanzpädagogin Gret Palucca verbrachte ab 1948 jeden Sommer auf Hiddensee, bekam von der DDR ein Grundstück in Vitte geschenkt, auf dem sie 1961 ein Haus errichten ließ, das 2009 von einem Investor abgerissen wurde. Palucca wurde auf dem Inselfriedhof in Kloster begraben, wo auch Intendant Walter Felsenstein liegt, der ein Haus gegenüber der Lietzenburg errichten ließ, wo er die Sommermonate verbrachte.
Felsensteins Nachbar, der Maler Willi Berger (1922–2018), wohnte seit 1955 auf Hiddensee. Sein Werkverzeichnis umfasst mehr als 4200 Bilder, die meisten mit Hiddensee oder Menschen auf Hiddensee als Motiv. Er restaurierte auch Bilder der Malerin Elisabeth Büchsel, war aber von 1955 bis 1979 hauptberuflich Ornithologe und Konservator an der Vogelwarte von Hiddensee. In seinem Wohnhaus und Atelier Schwalbennest am Hügelweg in Kloster fand im Oktober 2019 eine Gedenkausstellung statt. Ob daraus eine Dauerausstellung wird, ist noch ungewiss.
Seit 1987 zelebriert der Maler Torsten Schlüter seine Hiddenseer Sommerausstellungen im Garten an unterschiedlichen Orten auf der Insel wie dem Schliekerschen Haus in Kloster. Aktuell besitzt er einen Ausstellungsraum im ehemaligen Kunstgewerbeladen von Irene Hasenberg am Hotel Dornbusch und ein Atelier in einem Haus oberhalb der Steilküste von Kloster.
Traditionell wird auf Hiddensee viel Schnitzkunst aus Treibholz und anderem Totholz angefertigt. In den 1970er und 1980er Jahren hauptsächlich von dem Schierker Musiker und Künstler Hanns Mehner (1927–2005), der zu dieser Zeit die Sommermonate im Haus seiner Schwiegermutter in Kloster verbrachte. Mehners Eulen, Totempfähle und Gesichter schmückten (teilweise bis heute) die Vorgärten von Kloster. Nach der Wende führte Jo. Harbort diese Tradition fort. Seine Holzskulpturen sind unter anderem an den Spielplätzen in Vitte und Neuendorf, an den Häfen in Kloster und Neuendorf, in der Kirche in Kloster und am Inselblick aufgestellt. Gemeinsam mit den Wirtsleuten Zum Klausner eröffnete er 2005 einen Skulpturenpark an der Gaststätte, der von Studenten der Fachklasse Theaterplastik an der Hochschule für Bildende Künste Dresden geschaffen wurde und jährlich durch neue Arbeiten der jeweiligen Klasse erweitert wird.
Des Weiteren gibt es am Hafen von Vitte ein Zeltkino und das Figurentheater Seebühne in Vitte sowie die Galerien Am Seglerhafen in Vitte, Am Torbogen, Galerie am Hügel und Hedins Oe in Kloster.

## Sonstiges
Die Insel Hiddensee heißt bei den Einheimischen auch „Sötes Länneken“, süßes Ländchen.
Weil in der Weimarer Zeit viele Mitglieder der Berliner Bohème ihre Sommerfrische auf Hiddensee verbrachten, nannte man die Insel in der Hauptstadt auch das Romanische Café unter den Ostseeinseln.
1974 veröffentlichte Nina Hagen den Hit Du hast den Farbfilm vergessen, in dem es heißt: „Hoch stand der Sanddorn am Strand von Hiddensee …“. Auch das Folk-Duo De Plattfööt besang „Hiddensee, Land zwischen Luv un Lee“.

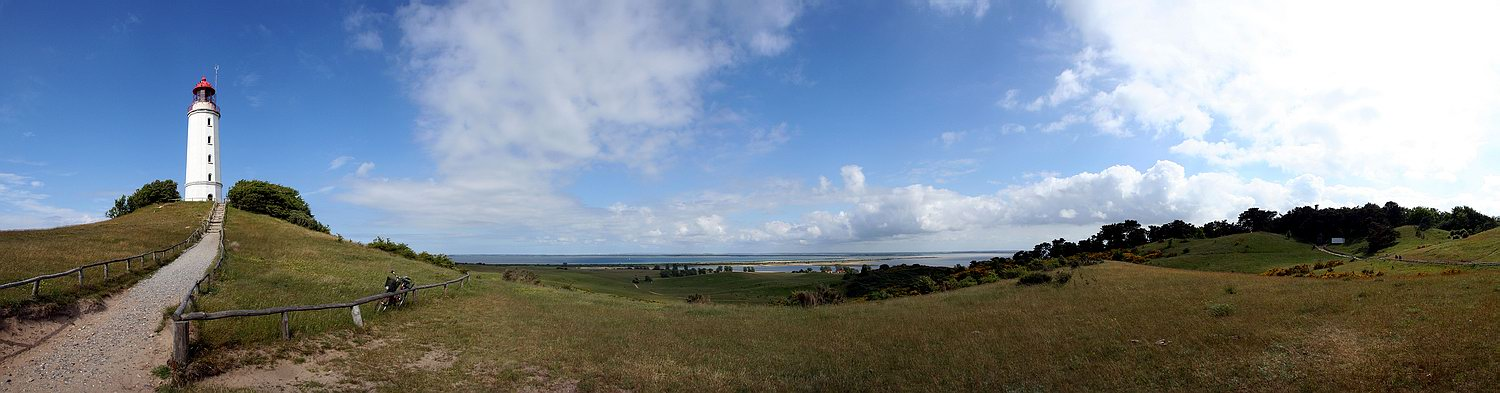
Panoramablick auf Leuchtturm und Alt- und Neubessin

Ein Flugkörperschnellboot der Bundesmarine der Tarantul-Klasse trug von 1990 bis zu seiner Außerdienststellung 1996 den Namen Hiddensee. Es liegt heute als Museumsschiff im Marinemuseum Battleship Cove in Massachusetts (USA) und kann besichtigt werden.
Die Deutsche Gesellschaft zur Rettung Schiffbrüchiger (DGzRS) besitzt und betreibt in Vitte eine Seenotrettungsstation mit einem Seenotrettungsboot.

### Kulinarische Spezialitäten
Auf der Insel wächst Sanddorn in großen Mengen. Seine Früchte werden zu alkoholischen (Sanddornlikör und Sanddorngeist) und alkoholfreien Getränken (kalter und heißer Sanddornsaft), vitaminhaltigen Speisen (Sanddorntorte und -eis) sowie Kosmetika u. a. verarbeitet. Daneben dominiert bei den heimischen Produkten Fisch, vor allem frisch gefangen und geräuchert. Eine Besonderheit ist der Hiddenseer Schmoraal, für den jede alteingesessene Hiddenseer Familie und jedes Restaurant ein eigenes Rezept hat. Inzwischen hat auch der Boddenzander seine kulinarische Qualität bewiesen. Wenig bekannt, dafür umso mehr wegen seiner grünen Gräten bestaunt, ist der Hornhecht, der auf manchen Speisekarten zu finden ist.

### Hausmarken

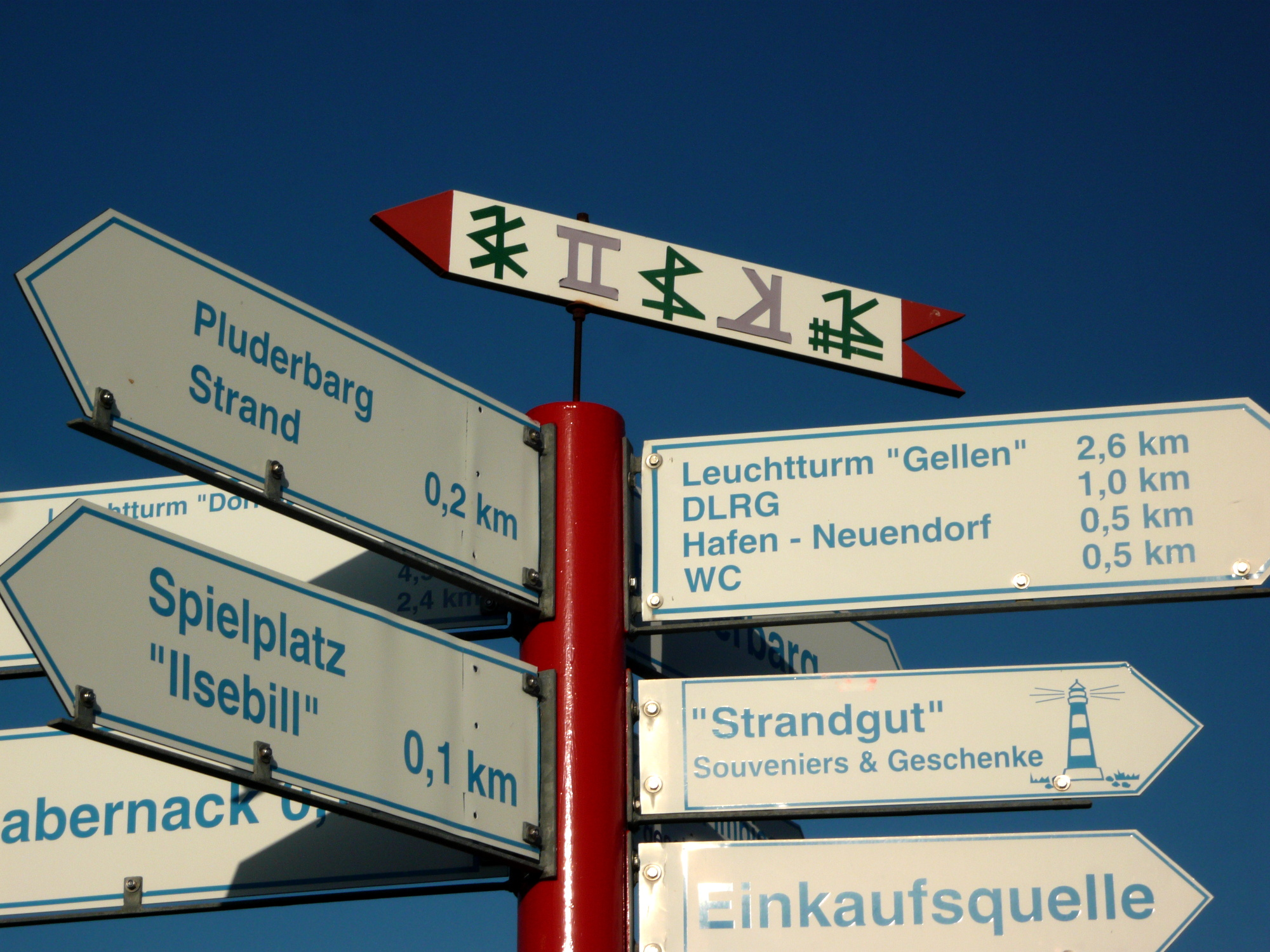
Hausmarken auf einem Wegweiser in Neuendorf

An vielen Häusern auf Hiddensee sind heute noch ihre traditionellen Hausmarken angebracht.

## Filme
Die Insel war Handlungs- oder Drehort zahlreicher Filme:
- Das Mädchen von Fanö von Kurt Heuser nach dem Roman von Günter Weisenborn, Musik: Alois Melichar, Regie: Hans Schweikart mit Brigitte Horney, Joachim Gottschalk, Gustav Knuth, Paul Bildt u. v. a., 95 Minuten, Bavaria-Film 1940/1941
- Der Augenzeuge 1946/14, DEFA-Wochenschau mit Aufnahmen der Überführung (Stralsund, Rathaus, Hafen, Dampfer) und Beisetzung der sterblichen Reste Gerhart Hauptmanns in Kloster
- Der Augenzeuge 1947/61, DEFA-Wochenschau mit Aufnahmen über die Arbeit Hiddenseer Fischer
- Vogelzugforschung auf Hiddensee mit Prof. Dr. Hans Schildmacher (1907–1976), Regie: Manfred Ehrendt, Kamera: Rudo Neubert, DEFA-Dokumentarfilm, 1953
- Hiddensee, Regie: Jiří Jahn, Kamera: Heinz Thomas, Komposition: Hans-Hendrik Wehding, Text: Erich Arendt, DEFA-Kulturfilm 1957, Farbe, 15 Minuten
- Der Augenzeuge 1959/B64, DEFA-Wochenschau, Werktätige des VEB Simson Suhl fliegen von Erfurt mit der Lufthansa an die Ostsee, um auf Hiddensee ihren Urlaub zu verbringen.
- Gerhart Hauptmann zum 100. Geburtstag, Kamera und Regie: Joop Huisken, Komposition: Gerhard Rosenfeld, Sprecher: Norbert Christian, DEFA-Dokumentarfilm 1962, 17 Minuten
- Die Hochzeit von Länneken. Spielfilm, DDR 1963/64 (Regie: Heiner Carow, Musik: Günter Kochan).
- Lütt Matten und die weiße Muschel, Kinderfilm nach Benno Pludra, DEFA 1963/64 (Regie: Herrmann Zschoche, Musik: Georg Katzer).
- Schiffslacke unter der Wasserlinie, Regie: Peter Ulbrich, über Anstriche gegen Bewuchs von Seepocken etc., die in einer Versuchsstation vor Hiddensee getestet werden. DEFA-Dokumentarfilm 1964, Farbe
- Der Augenzeuge 1968/23, DEFA-Wochenschau, Hiddensee erwartet seine Urlaubsgäste
- Der Augenzeuge 1970/34, DEFA-Wochenschau, Werktätige des Suhler Fahrzeug- und Jagdwaffenwerkes reisen per Interflug-Chartermaschine via Erfurt-Barth in die Ferien-Bungalows in der Hiddenseeer Heide.
- Den Wolken ein Stück näher, zweiteiliger Fernsehfilm nach Günter Görlich, Regie: Christian Steinke, Fernsehen der DDR 1972/1973
- Polizeiruf 110: Kollision, von Claus-Ulrich Wiesner, Regie: Manfred Mosblech, Fernsehen der DDR 1976/77
- Der Augenzeuge 1980/49, DEFA-Wochenschau, Beobachtungen auf Hiddensee im Spätherbst, ein Fischer aus Vitte spricht über Heringsfang sowie über Vor- und Nachteile jeder Saison
- Polizeiruf 110: Der Unfall, von Eberhard Görner, Regie: Manfred Mosblech, Fernsehen der DDR 1981/82
- Wanderungen durch die DDR – Hiddensee, Fernsehdokumentation von Werner Filmer und Dieter Storp, 45 Minuten, WDR 1986
- Hiddensee – Insel der Berliner Bohème, Fernsehdokumentation von Dagmar Brendecke, 45 Minuten, SFB/MDR 1993
- Hiddensee – Capri der Ostsee, Fernsehdokumentation von Frank Schleinstein, 29 Minuten, Otonia/MDR 1994
- „Bilderbuch Deutschland“ Hiddensee – Schönes Mecklenburg-Vorpommern, Fernsehdokumentation von Karin Reiss, BR/hr/ZDF 1998
- Karussell. Vier Tage auf Hiddensee. Reg. Jörg Mehrwald, DVD, Da Music/Deutsche Austrophon GmbH & Co. Kg/Diepholz